# Marly-le-Roi
Pour les articles homonymes, voir Marly.
Marly-le-Roi est une commune française située dans le département des Yvelines en région Île-de-France. Située à une vingtaine de kilomètres à l'ouest du centre de Paris, cette commune de l'unité urbaine de Paris au cœur du Pays des Impressionnistes abrite notamment le domaine national de Marly-le-Roi et une partie de la forêt domaniale de Marly.
Ses habitants sont appelés les Marlychois.

## Géographie

### Description

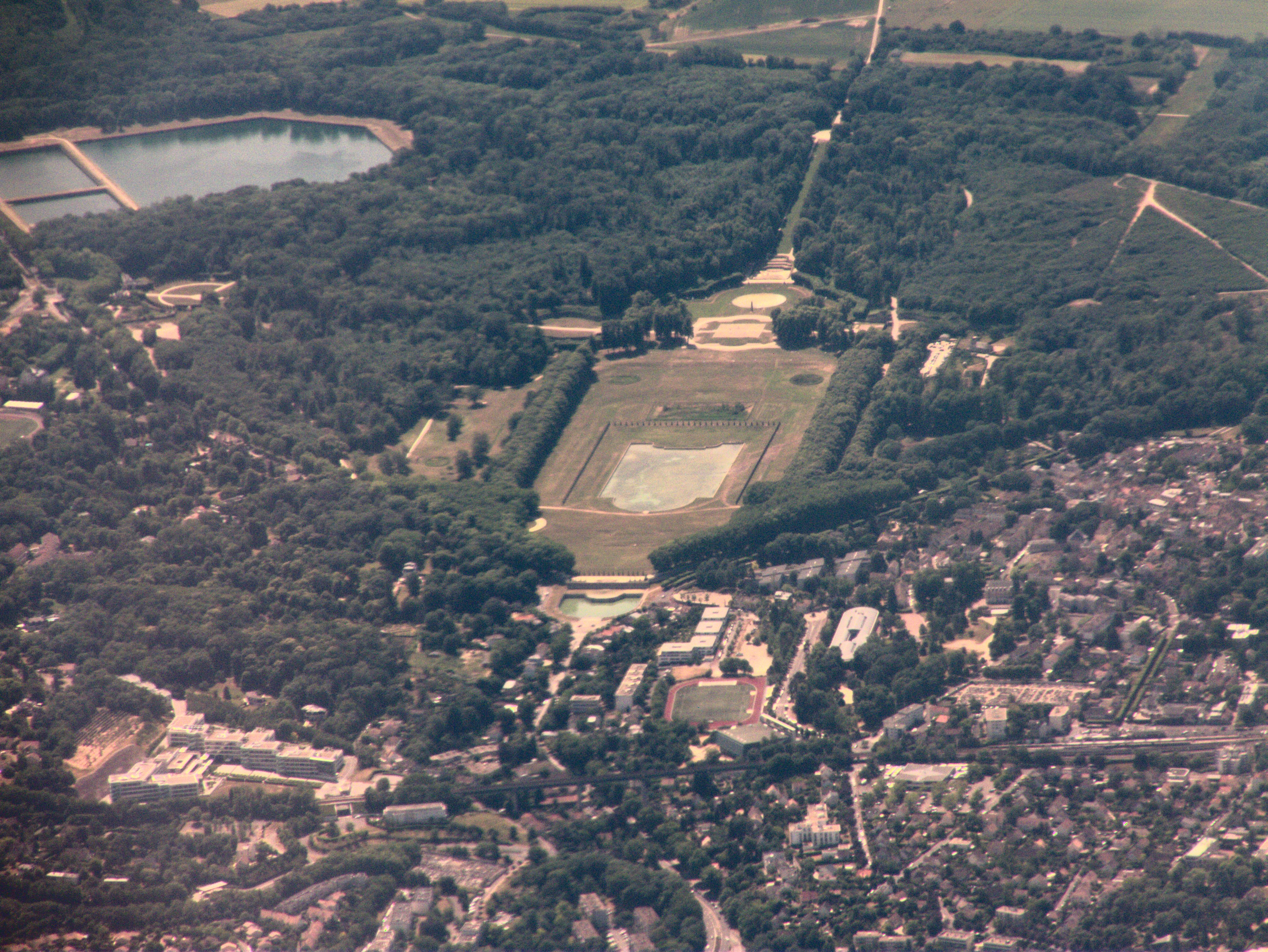
Vue aérienne historique de Marly.

La commune de Marly-le-Roi se situe sur la rive gauche de la Seine au sud d'un méandre, à 22 kilomètres à l'ouest de la cathédrale Notre-Dame de Paris, point zéro des routes de France.
Elle est localisée à 9 kilomètres au nord de Versailles, préfecture des Yvelines, à 5 kilomètres au sud de Saint-Germain-en-Laye la sous-préfecture et à 17 kilomètres à l'ouest de la porte d'Auteuil.
Elle est bâtie sur une sorte de promontoire en contrebas et au nord du plateau du Cœur-Volant au bord duquel se trouvait le château de Marly aujourd'hui disparu. Ledit promontoire domine d'environ 150 mètres la vallée de la Seine plus au nord. L'urbanisation est concentrée dans la moitié nord du territoire communal, la moitié sud étant majoritairement couverte par la forêt domaniale de Marly.

### Communes limitrophes
| Mareil-Marly                    | Le Pecq      | Le Port-Marly        |
| L'Étang-la-Ville / Mareil-Marly | Marly-le-Roi | Louveciennes         |
| L'Étang-la-Ville                | Bailly       | La Celle-Saint-Cloud |

### Quartiers
La commune compte cinq quartiers :

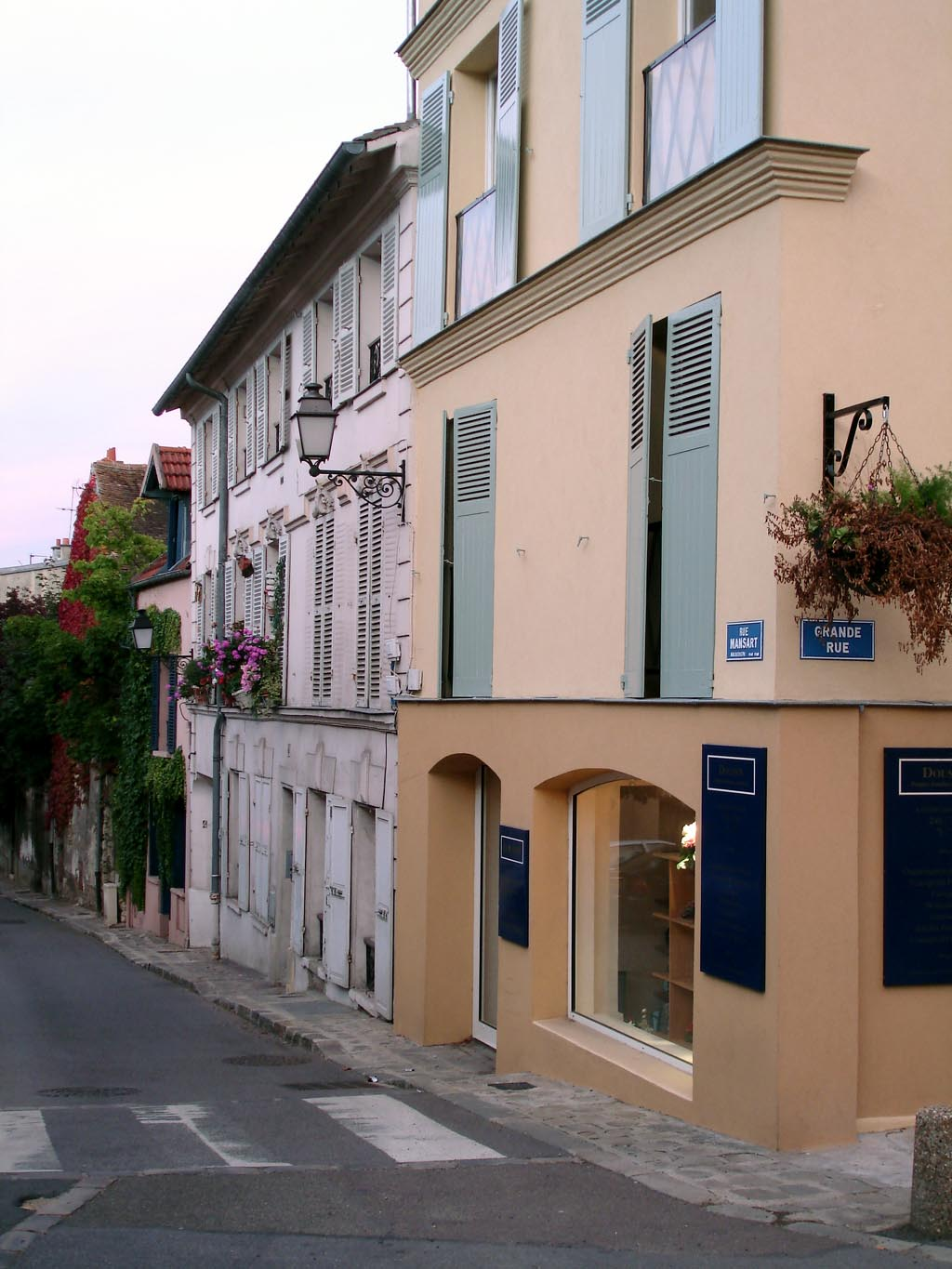
Vieux-Marly.

- Le Vieux Marly-Ombrages-Monbâti, avec des hôtels particuliers du XVIIIe siècle et l’église Saint-Vigor, édifiée au XVIIe siècle ;
- Le Plateau-Vergers-Vauillons-Bois Martin, avec ses maisons individuelles, et le parc Jean-Witold ;
- Les Grandes Terres, domaine piétonnier résidentiel et privé, dans un parc de 27 hectares ;
- Montval, ancien hameau de Le Pecq avant 1822[1], avec son gymnase, son groupe scolaire et sa bibliothèque ;
- Les Coteaux, comprenant l'ancien hameau de Montval.

### Climat
Pour des articles plus généraux, voir Climat de l'Île-de-France et Climat des Yvelines.
En 2010, le climat de la commune est de type climat océanique dégradé des plaines du Centre et du Nord, selon une étude du CNRS s'appuyant sur une série de données couvrant la période 1971-2000. En 2020, Météo-France publie une typologie des climats de la France métropolitaine dans laquelle la commune est dans une zone de transition entre le climat océanique et le climat océanique altéré et est dans la région climatique  Sud-ouest du bassin Parisien, caractérisée par une faible pluviométrie, notamment au printemps (120 à 150 mm) et un hiver froid (3,5 °C). 
Pour la période 1971-2000, la température annuelle moyenne est de 11 °C, avec une amplitude thermique annuelle de 14,7 °C. Le cumul annuel moyen de précipitations est de 693 mm, avec 10,9 jours de précipitations en janvier et 7,7 jours en juillet. Pour la période 1991-2020, la température moyenne annuelle observée sur la station météorologique la plus proche, située sur la commune de Trappes à 12 km à vol d'oiseau, est de 11,6 °C et le cumul annuel moyen de précipitations est de 686,3 mm,. Pour l'avenir, les paramètres climatiques de la commune estimés pour 2050 selon différents scénarios d'émission de gaz à effet de serre sont consultables sur un site dédié publié par Météo-France en novembre 2022.

## Urbanisme

### Typologie
Au 1er janvier 2024, Marly-le-Roi est catégorisée grand centre urbain, selon la nouvelle grille communale de densité à sept niveaux définie par l'Insee en 2022.
Elle appartient à l'unité urbaine de Paris, une agglomération inter-départementale regroupant 407  communes, dont elle est une commune de la banlieue,,. Par ailleurs la commune fait partie de l'aire d'attraction de Paris, dont elle est une commune du pôle principal,. Cette aire regroupe 1 929 communes,.

### Transports et déplacements

#### Voies de communications

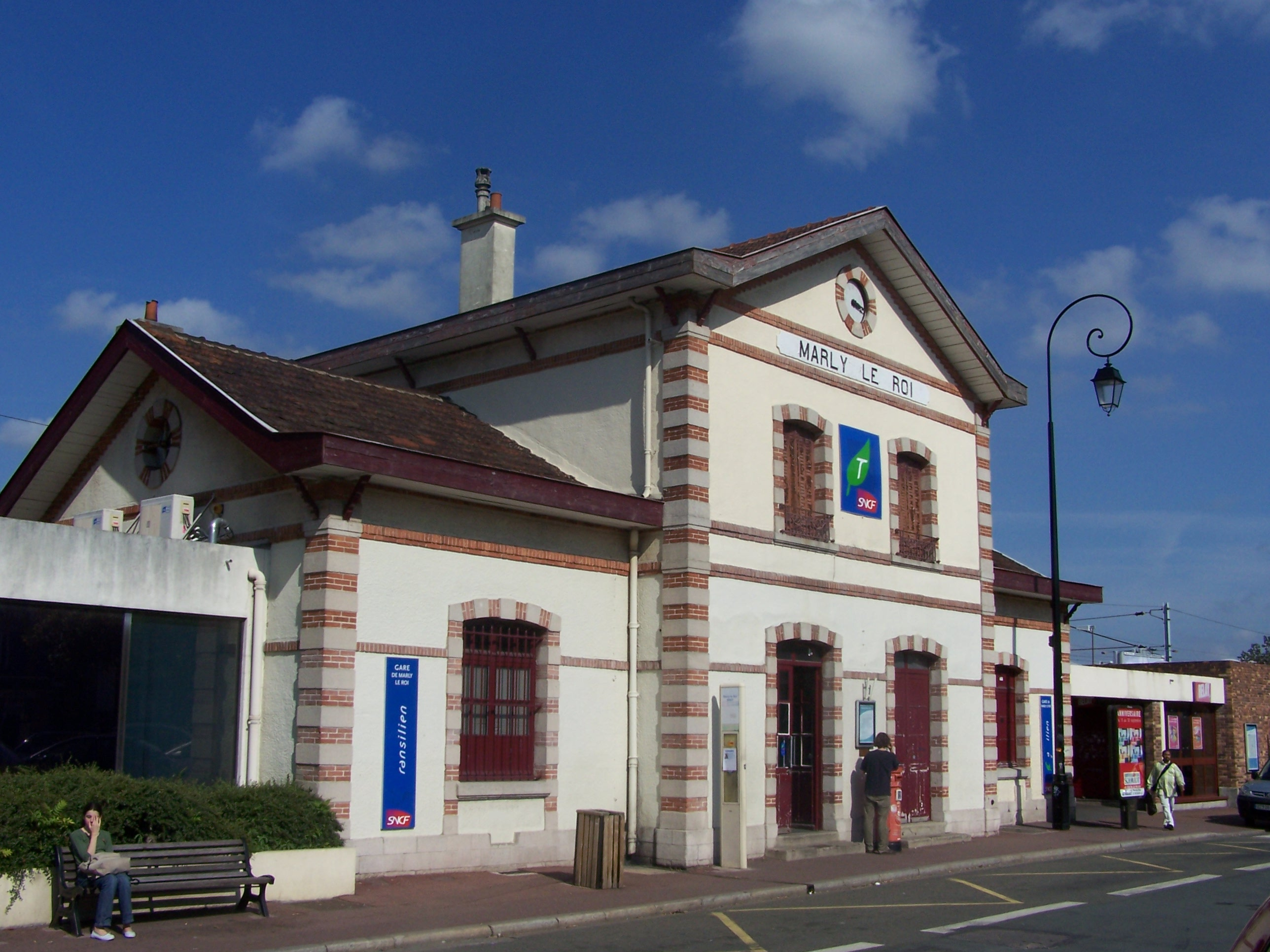
Gare de Marly-le-Roi.

- Le chemin de grande randonnée GR1 (Tour de Paris) traverse le sud du territoire de la commune, entre Louveciennes à l'est et L'Étang-la-Ville à l'ouest.
- La commune est située à 4 kilomètres au nord de la sortie 6 de l'autoroute A13 (Saint-Germain-en-Laye, Marly-le-Roi, Le Chesnay, Versailles-Notre Dame).
- Depuis l'autoroute, la Route nationale 186, qui relie Versailles à Saint-Germain-en-Laye, permet de rejoindre Marly-le-Roi avant de longer la commune par l'est du sud au nord.
- La commune est également traversée par la  route départementale 7 qui relie Le Pecq puis Saint-Germain-en-Laye vers le nord et, vers le sud, Bailly puis Saint-Cyr-l'École.
- Enfin, la route départementale 161 relie Saint-Germain-en-Laye à L'Étang-la-Ville et Villepreux via Marly.

#### Transports en commun

##### Chemin de fer

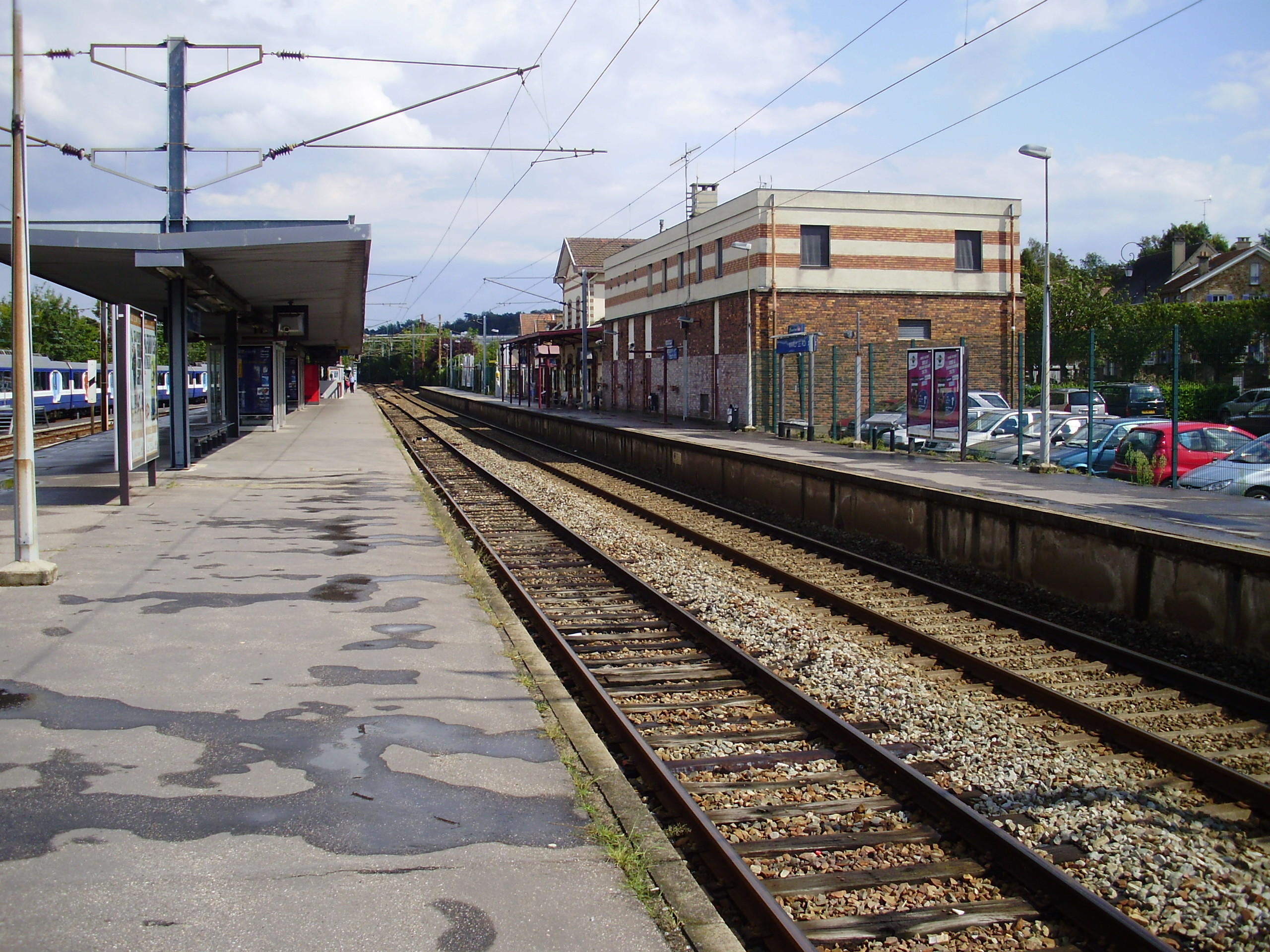
Gare de Marly-le-Roi.

La commune est desservie par la gare de Marly-le-Roi, sur la ligne  .
La ligne effectue les liaisons entre les gares de Paris-Saint-Lazare, de La Défense et de Saint-Nom-la-Bretèche - Forêt de Marly. Elle est située sur la ligne de Saint-Cloud à Saint-Nom-la-Bretèche - Forêt-de-Marly.
En 1878, la Société anonyme du Tramway à Vapeur de Rueil à Marly-le-Roi (TVRMR) met en service le 14 avril la ligne entre Rueil-Malmaison et Port-Marly. Un train sur deux empruntait l’embranchement vers l’abreuvoir de Marly-le-Roi. En 1891, un accident mortel, impliquant une passante et le mécanicien, rapporté par le supplément illustré du Petit Journal du 14 novembre, eut lieu à la halte Saint-Fiacre (arrêt actuel de la ligne 1 du bus de Saint-Germain-en-Laye à Versailles).
La rame automotrice  Z6523/24 de la livrée Z 6400 est le premier train parrainé en Île-de-France par une commune, en l’occurrence celle de Marly-le-Roi, le 29 septembre 1979.

##### Transports routiers urbains et interurbains

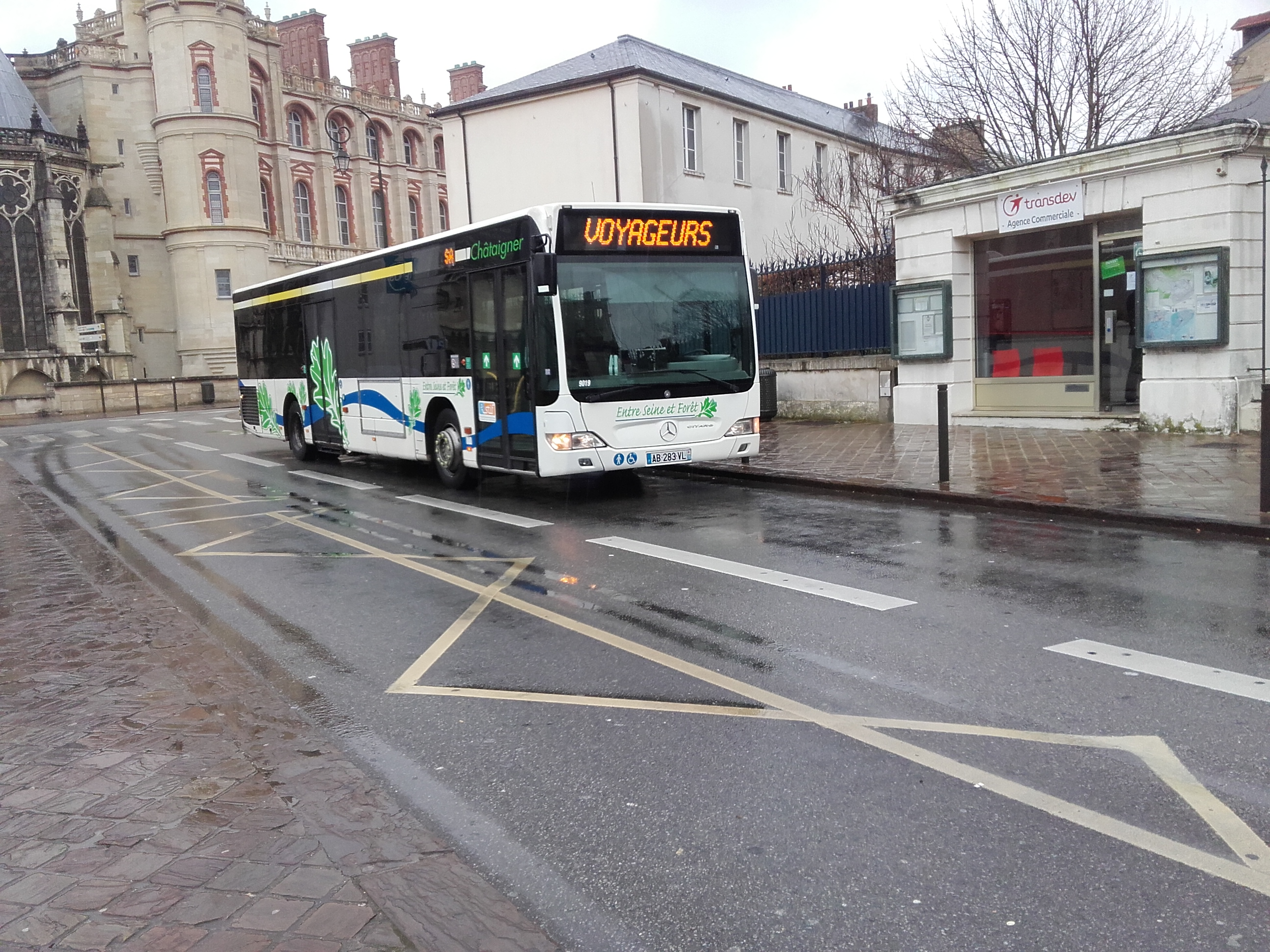
L'ancien réseau de bus Entre Seine et Forêt.

La commune est desservie par les lignes :
- Express 1, 9, 10, 11, 12, 15, 15S, 18S et 21 du réseau de bus Saint-Germain Boucles de Seine ;
- 57 du réseau de bus Argenteuil Boucles de Seine ;
- 170 du réseau de bus Centre et Sud Yvelines ;
- 6281 du réseau de bus du Grand Versailles.

## Toponymie
Le toponyme est attesté sous les formes Mairilaco en 697, Marleium en 1087, Marletum, de Marleio en 1173,, Marliacum en 1202.
Il serait issu d'un anthroponyme latin tel que Marullius ou Marillius. Le nom de Marly provient de marcilliacum, « domaine de Marcel », qui a donné marlacum, malliaco villa ou peut-être de merula, merle.

### Micro-toponymie
- Le nom de Marly a été donné à une automobile construite en 1956 par la société Simca, le break Simca Marly.
- Le nom de Marly a été donné à un plat « La Timbale Marly », (un salpicon), mélange à base de légumes, de fruits, de poisson et de viande. Les ingrédients sont coupés finement.

## Histoire
Le lieu est connu dès 676, sous Thierry III.
On découvrit à Marly, en 1848, un dolmen au lieu-dit le Mississipi non loin de la « Tour aux Païens ».
Marly est propriété des seigneurs de Montmorency jusqu'à son acquisition par Louis XIV en 1676 qui y fait construire par Jules Hardouin-Mansart « son » château de Marly, plus intime que Versailles et où il pourra s'adonner aux plaisirs personnels. Il acquiert ainsi par échange la seigneurie de Marly pour y construire son château.
Le château, situé sur le plateau du Cœur Volant, est alimenté en eau par la machine de Marly et l'aqueduc de Louveciennes et l'extrémité nord est agrémentée d'un bassin, en contrebas, au niveau du village, et d'un immense abreuvoir où les cavaliers peuvent entrer avec leurs montures ! Ce bassin sera agrémenté, sous Louis XV, par les deux célèbres chevaux de Marly sculptés en 1745 par Guillaume Coustou. En 1789, le château est pillé par les révolutionnaires et laissé à l'abandon.
Durant la Révolution, la commune porte provisoirement le nom de Marly-la-Machine (bien que celle-ci soit située sur la commune de Bougival) ; les chevaux sont « subtilisés » pour être installés à Paris sur la place de la Concorde puis placés à l'entrée de l'avenue des Champs-Élysées en 1795. Aujourd'hui, ils se trouvent à l'abri des intempéries au Musée du Louvre dans la cour Marly de l'aile Richelieu.
En 1799, un industriel, Alexandre Sagniel, achète le château à l'abandon et installe des ateliers de filature dans les communs. Failli, cet industriel ne trouvant pas à céder le château en l'état de délabrement avancé, le démantèle et en vend les pierres comme pierres à bâtir. En 1806, le domaine passe entre les mains de l'administration des Eaux et Forêts.
La période impressionniste voit le village, à l'instar de ceux de Bougival, Louveciennes ou Croissy, attirer les peintres comme Sisley ou Pissarro ainsi que poètes, écrivains et sculpteurs. Maillol s'y installera également au début du XXe siècle.
L'abreuvoir de Marly fut le seul élément du domaine de Marly classé au titre des monuments historiques en 1862. Si d'autres éléments ont été classés en 1928, la totalité du domaine de Marly ne fut classé que le 28 juillet 2009,. Jusqu'en 2009, le domaine a été une résidence de la présidence de la  République, servant notamment de relais de chasses présidentielles et de lieu de villégiature. Il est aujourd'hui géré par l'Établissement public du château, du musée et du domaine national de Versailles.
Au cours des années 1950-1960, la ville voit son développement urbain au sein de l'aire urbaine de Paris s’accélérer au sud de la commune avec l'implantation du quartier des Grandes Terres.

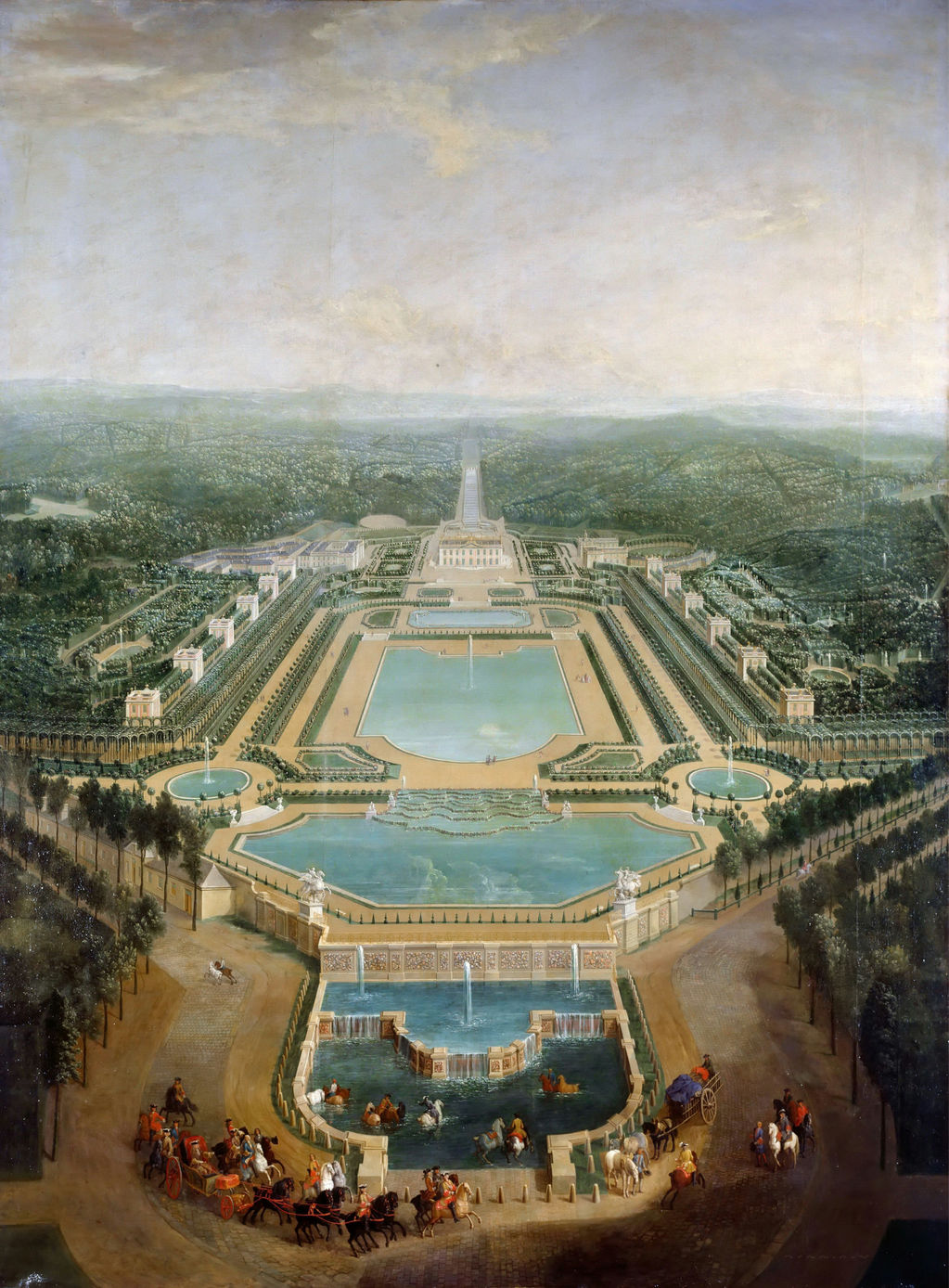
Le Château de Marly par Pierre-Denis Martin (1724).
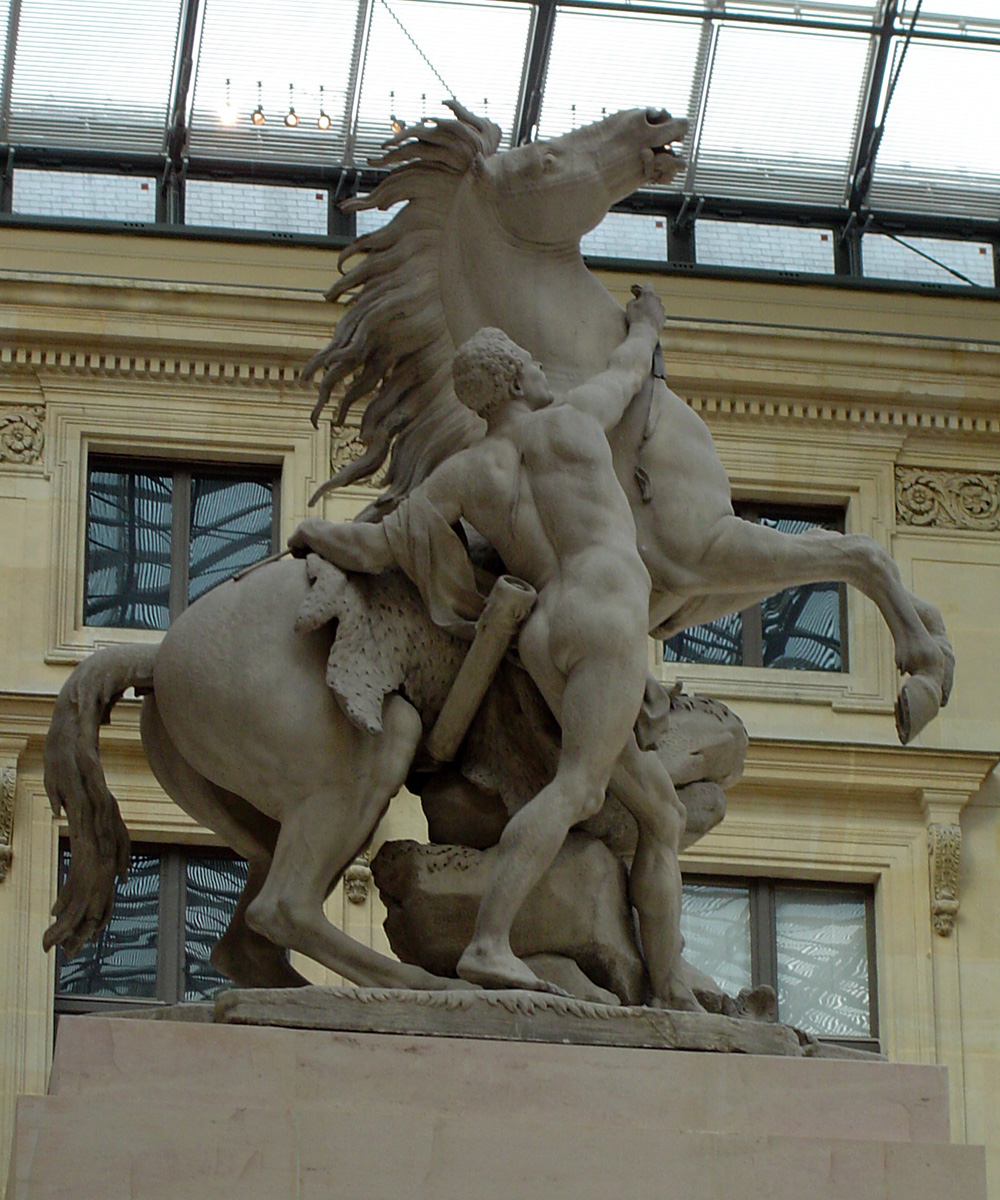
Cheval de Marly, sculpture de Guillaume Coustou (1745).
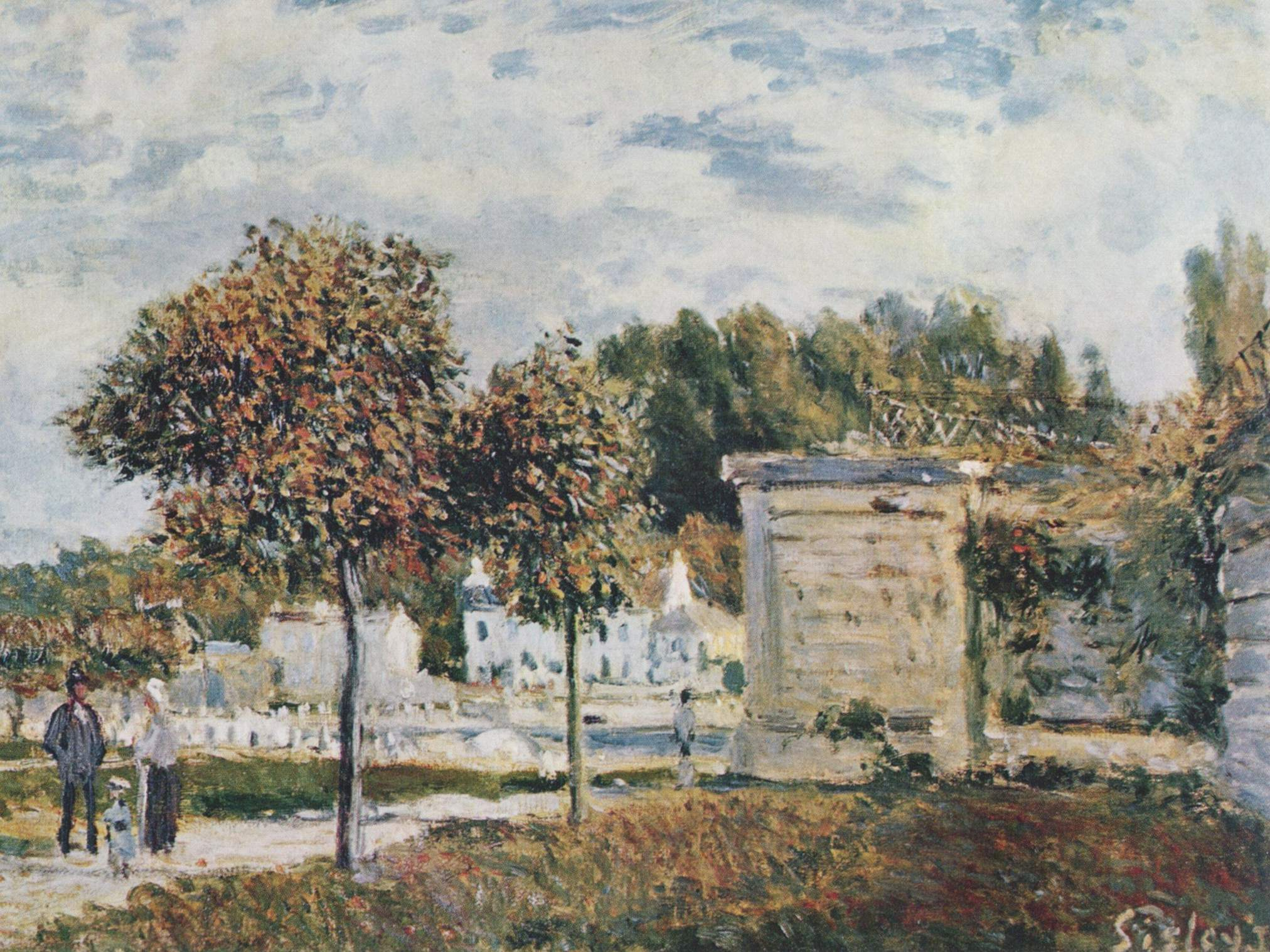
L'Abreuvoir à Marly par Alfred Sisley (1875).
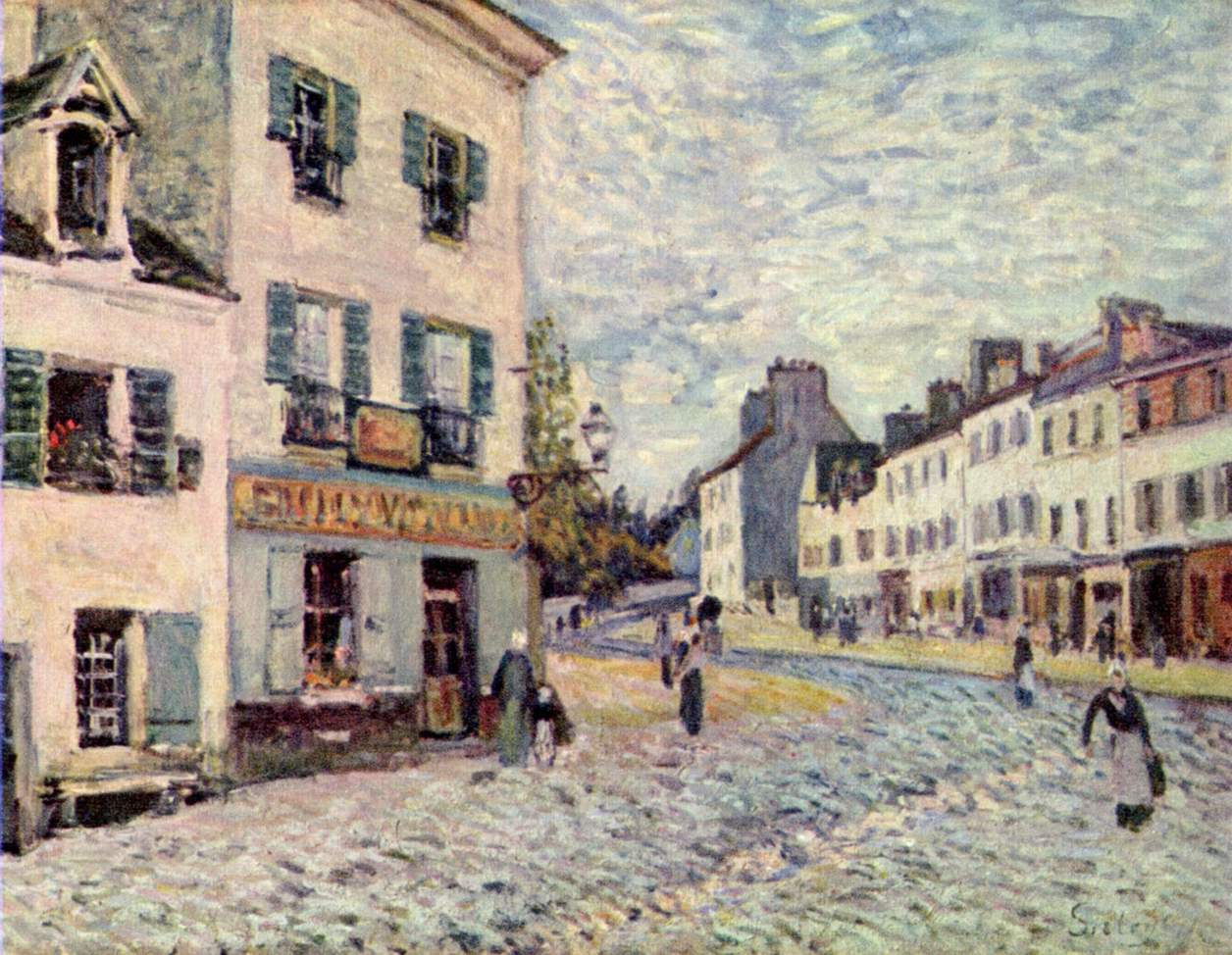
Une rue à Marly par Alfred Sisley (1876).
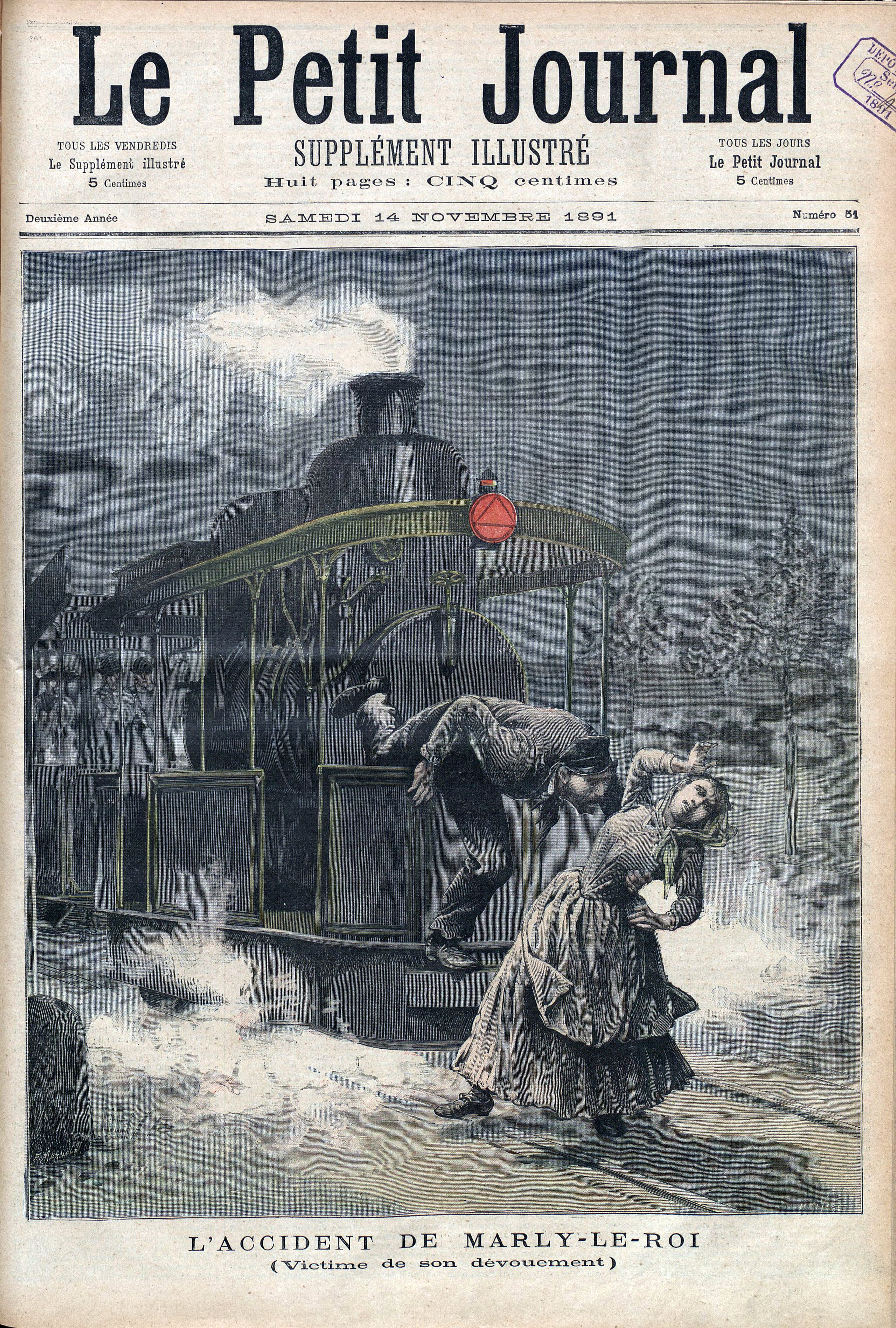
Accident de tramway à Saint-Fiacre (1891).

## Politique et administration

### Intercommunalité

Logo de Saint Germain Boucles de Seine.

Marly-le-Roi fait partie de la communauté d'agglomération Saint Germain Boucles de Seine avec 19 autres communes du nord-est du département des Yvelines, et dont le siège est situé au Pecq.

### Découpage administratif
La commune est située dans le département des Yvelines, dont la préfecture est Versailles. Elle fait partie de l'arrondissement de Saint-Germain-en-Laye et, depuis 2015, du canton de Chatou. De 1833 à 2015, elle avait été intégrée au canton de Marly-le-Roi. De plus, elle fait partie de la quatrième circonscription des Yvelines.
L’organisation juridictionnelle rattache les justiciables de Marly au tribunal judiciaire de Versailles et au tribunal administratif de Versailles, tous rattachés à la cour d'appel de Versailles.

### Tendances politiques et résultats

#### Élections présidentielles
Résultats des deuxièmes tours :
- Élection présidentielle de 2012[26] : 56,83 % pour Nicolas Sarkozy (UMP), 43,17 % pour François Hollande (PS). Le taux de participation était de 84,85 %.
- Élection présidentielle de 2017[27] : 83,80 % pour Emmanuel Macron (REM), 16,20 % pour Marine Le Pen (FN). Le taux de participation était de 79,22 %.

#### Élections législatives
Résultats des deuxièmes tours :
- Élections législatives de 2012[28] : 59,27 % pour Pierre Lequiller (UMP), 40,73 % pour Sandrine Dubos (PS). Le taux de participation était de 58,91 %.
- Élections législatives de 2017[29] : 63,40 % pour Marie Lebec (LREM), 36,60 % pour Ghislain Fournier (LR). Le taux de participation était de 49,61 %.

#### Élections européennes
Résultats des deux meilleurs scores :
- Élections européennes de 2014[30] : 27,66 % pour Alain Lamassoure (UMP), 14,83 % pour Marielle de Sarnez (MoDem). Le taux de participation était de 53,48 %.
- Élections européennes de 2019[31] : 35,73 % pour Nathalie Loiseau (LREM), 17,96 % pour Yannick Jadot (EÉLV). Le taux de participation était de 59,94 %.

#### Élections régionales
Résultats des deux meilleurs scores :
- Élections régionales de 2015[32] : 56,73 % pour Valérie Pécresse (UMP), 34,47 % pour Claude Bartolone (PS). Le taux de participation était de 60,53 %.

#### Élections départementales
Résultats des deux meilleurs scores :
- Élections départementales de 2015[33] : 66,51 % pour Ghislain Fournier et Marcelle Gorgues (UMP), 33,49 % pour Catherine Coicadan et André Michel (PS). Le taux de participation était de 41,34 %.

#### Élections municipales
Résultats des deuxièmes tours ou du premier tour si dépassement de 50 % :
- Élections municipales de 2008 :  59,94 % pour Jean-Yves Perrot (DVD), 26,23 % pour Sandrine Dubos (DVG) et 13,83 % pour Bernard Longhi (Modem). Le taux de participation était de 61,24 %.
- Élections municipales de 2014 :  73,26 % pour Jean-Yves Perrot (DVD) et 26,74 % pour Jacques Chesnais (DVG). Le taux de participation était de 59,17 %.
- Élections municipales de 2020 : 52,41 % pour Jean-Yves Perrot (DVD), 31,37 % pour Noëlla Arnaudo (DVC) et 16,22 % pour Tanguy Ruellan (DVG). Le taux de participation était de 44,71 %.

### Liste des maires

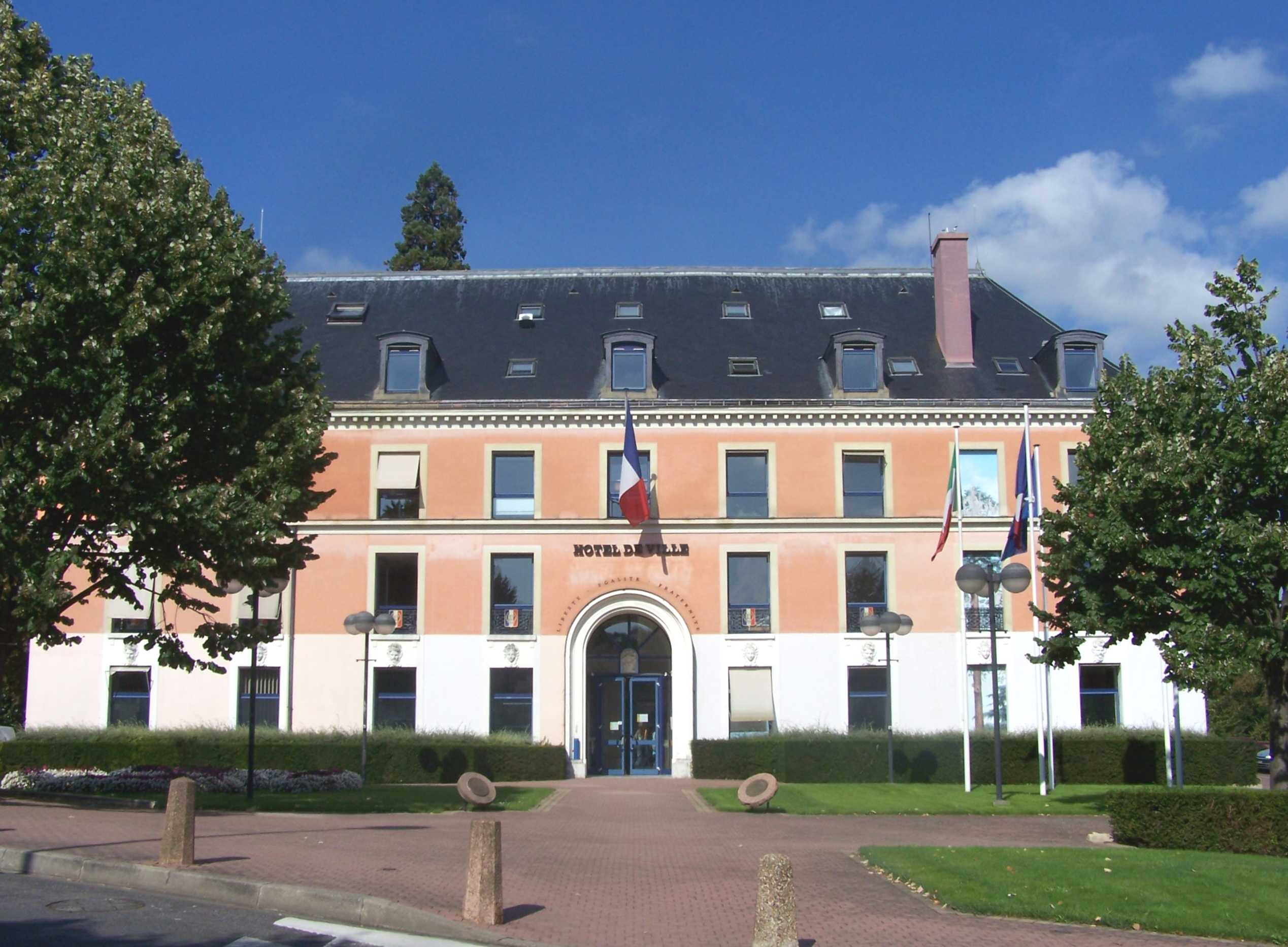
Hôtel de ville.

| Période                                  | Période                      | Identité                 | Étiquette                | Qualité |
| ---------------------------------------- | ---------------------------- | ------------------------ | ------------------------ | --- |
| Les données manquantes sont à compléter. |                              |                          |                          | |
| 1808                                     | 1810                         | Victor Deschamps         |                          | |
| 1810                                     | 1830                         | Adrien Bucon             |                          | |
| 1830                                     | 1848                         | Paul Huvet               |                          | |
| 1848                                     | 1849                         | Émile Piton              |                          | |
| 1849                                     | 1849                         | Édouard Maulme           |                          | |
| 1849                                     | 1852                         | Georges Guyet            |                          | |
| 1852                                     | 1862                         | Jean Moiesseron          |                          | |
| 1862                                     | 1870                         | Gustave Fillet           |                          | |
| 1870                                     | 1871                         | Victorien Sardou         |                          | |
| 1871                                     | 1874                         | François Beaugrand       |                          | |
| 1874                                     | 1875                         | Pierre Errequeta         |                          | |
| 1875                                     | 1881                         | Louis Mazian             |                          | |
| 1881                                     | 1888                         | Hector Titreville        |                          | |
| 1888                                     | 1888                         | Charles Basselier        |                          | |
| 1888                                     | 1899                         | Jean-Baptiste Broussin   |                          | |
| 1899                                     | 1913                         | Alfred Couturier         |                          | |
| 1913                                     | 1918                         | Paul Duret               |                          | |
| 1918                                     | 1919                         | Auguste Lesserteur       |                          | |
| 1919                                     | 1930                         | Raoul Filhos             |                          | |
| 1930                                     | 1934                         | Paul Oudot               |                          | |
| 1934                                     | 1935                         | Léon Legrand             |                          | |
| 1935                                     | 1940                         | Paul Leduc               |                          | |
| 1940                                     | 1947                         | Maurice Bourgoing        |                          | |
| 1947                                     | mai 1953                     | Henri Bèque              |                          | |
| mai 1953                                 | 1966                         | Raymond Gilles           | SE                       | Conseiller général de Marly-le-Roi (1964 → 1967) Démissionnaire |
| février 1966                             | mars 1989                    | Jean Béranger            | Rad. puis MRG (UG)       | Cadre, ancien premier adjoint Sénateur des Yvelines (1977 → 1986) Conseiller général de Marly-le-Roi (1967 → 1979) Conseiller régional d'Île-de-France (1982 → 1988) Vice-président du Mouvement des radicaux de gauche                                                                 |
| mars 1989                                | juin 1995                    | Yves Guibert             | DVD                      | Ancien directeur général, ingénieur |
| juin 1995                                | octobre 1997                 | François-Henri de Virieu | DVG-PS                   | Journaliste Décédé en fonction |
| janvier 1998                             | mars 2001                    | Bernard Longhi           | DVD                      | |
| mars 2001                                | En cours (au 9 juillet 2020) | Jean-Yves Perrot         | RPR puis UMP-LR puis DVD | Énarque, haut fonctionnaire, conseiller-maître à la Cour des Comptes Conseiller régional d’Ile-de-France (2004 → 2010) Président de la CA Saint-Germain Seine et Forêts (2014 → 2015) Vice-président de la CA Saint Germain Boucles de Seine (2016 → ) Réélu pour le mandat 2020-2026 , |

### Distinctions et labels
En 2002, pour entretenir l'héritage culturel laissé par les Impressionnistes dans les Yvelines, Marly-le-Roi, avec huit autres communes riveraines de la Seine, Carrières-sur-Seine, Chatou, Croissy-sur-Seine, Bougival, Louveciennes, Le Port-Marly, Le Pecq et Noisy-le-Roi, crée le label et la structure « Pays des Impressionnistes ».

### Jumelages
| Ville | Ville       | Pays | Pays        | Période                    |
| ----- | ----------- | ---- | ----------- | -------------------------- |
|       | Kita        |      | Mali        | depuis 1984                |
|       | Leichlingen |      | Allemagne   | depuis 1964                |
|       | Marlow,     |      | Royaume-Uni | depuis le 16 juin 1972     |
|       | Viseu,      |      | Portugal    | depuis le 8 septembre 1996 |

## Population et société

### Démographie

#### Évolution démographique
L'évolution du nombre d'habitants est connue à travers les recensements de la population effectués dans la commune depuis 1793. Pour les communes de plus de 10 000 habitants les recensements ont lieu chaque année à la suite d'une enquête par sondage auprès d'un échantillon d'adresses représentant 8 % de leurs logements, contrairement aux autres communes qui ont un recensement réel tous les cinq ans,.

En 2022, la commune comptait 16 619 habitants, en évolution de +2,92 % par rapport à 2016 (Yvelines : +2,72 %, France hors Mayotte : +2,11 %).
| 1793  | 1800  | 1806  | 1821  | 1831  | 1836  | 1841  | 1846  | 1851  |
| ----- | ----- | ----- | ----- | ----- | ----- | ----- | ----- | ----- |
| 1 387 | 1 229 | 1 191 | 1 052 | 1 208 | 1 158 | 1 167 | 1 203 | 1 243 |

| 1856  | 1861  | 1866  | 1872  | 1876  | 1881  | 1886  | 1891  | 1896  |
| ----- | ----- | ----- | ----- | ----- | ----- | ----- | ----- | ----- |
| 1 325 | 1 380 | 1 302 | 1 250 | 1 334 | 1 558 | 1 688 | 1 491 | 1 443 |

| 1901  | 1906  | 1911  | 1921  | 1926  | 1931  | 1936  | 1946  | 1954  |
| ----- | ----- | ----- | ----- | ----- | ----- | ----- | ----- | ----- |
| 1 568 | 1 663 | 1 670 | 1 951 | 2 280 | 2 459 | 2 537 | 2 992 | 3 765 |

| 1962   | 1968   | 1975   | 1982   | 1990   | 1999   | 2006   | 2011   | 2016   |
| ------ | ------ | ------ | ------ | ------ | ------ | ------ | ------ | ------ |
| 10 193 | 11 925 | 16 103 | 17 257 | 16 741 | 16 759 | 16 655 | 16 645 | 16 147 |

| 2021   | 2022   | - | - | - | - | - | - | - |
| ------ | ------ | - | - | - | - | - | - | - |
| 16 531 | 16 619 | - | - | - | - | - | - | - |

#### Pyramide des âges
En 2018, le taux de personnes d'un âge inférieur à 30 ans s'élève à 33,6 %, soit en dessous de la moyenne départementale (38 %). À l'inverse, le taux de personnes d'âge supérieur à 60 ans est de 26,5 % la même année, alors qu'il est de 21,7 % au niveau départemental.
En 2018, la commune comptait 7 574 hommes pour 8 761 femmes, soit un taux de 53,63 % de femmes, largement supérieur au taux départemental (51,32 %).
Les pyramides des âges de la commune et du département s'établissent comme suit.
| Hommes | Classe d’âge | Femmes |
| ------ | ------------ | ------ |
| 1,0    | 90 ou +      | 2,0    |
| 6,3    | 75-89 ans    | 11,0   |
| 15,4   | 60-74 ans    | 16,6   |
| 21,3   | 45-59 ans    | 22,1   |
| 18,6   | 30-44 ans    | 18,0   |
| 15,9   | 15-29 ans    | 13,5   |
| 21,4   | 0-14 ans     | 16,7   |

| Hommes | Classe d’âge | Femmes |
| ------ | ------------ | ------ |
| 0,6    | 90 ou +      | 1,4    |
| 6      | 75-89 ans    | 7,8    |
| 13,5   | 60-74 ans    | 14,8   |
| 20,7   | 45-59 ans    | 20,1   |
| 19,6   | 30-44 ans    | 19,9   |
| 18,5   | 15-29 ans    | 16,8   |
| 21,2   | 0-14 ans     | 19,2   |

### Enseignement
La commune relève de l'académie de Versailles.
La ville compte : 

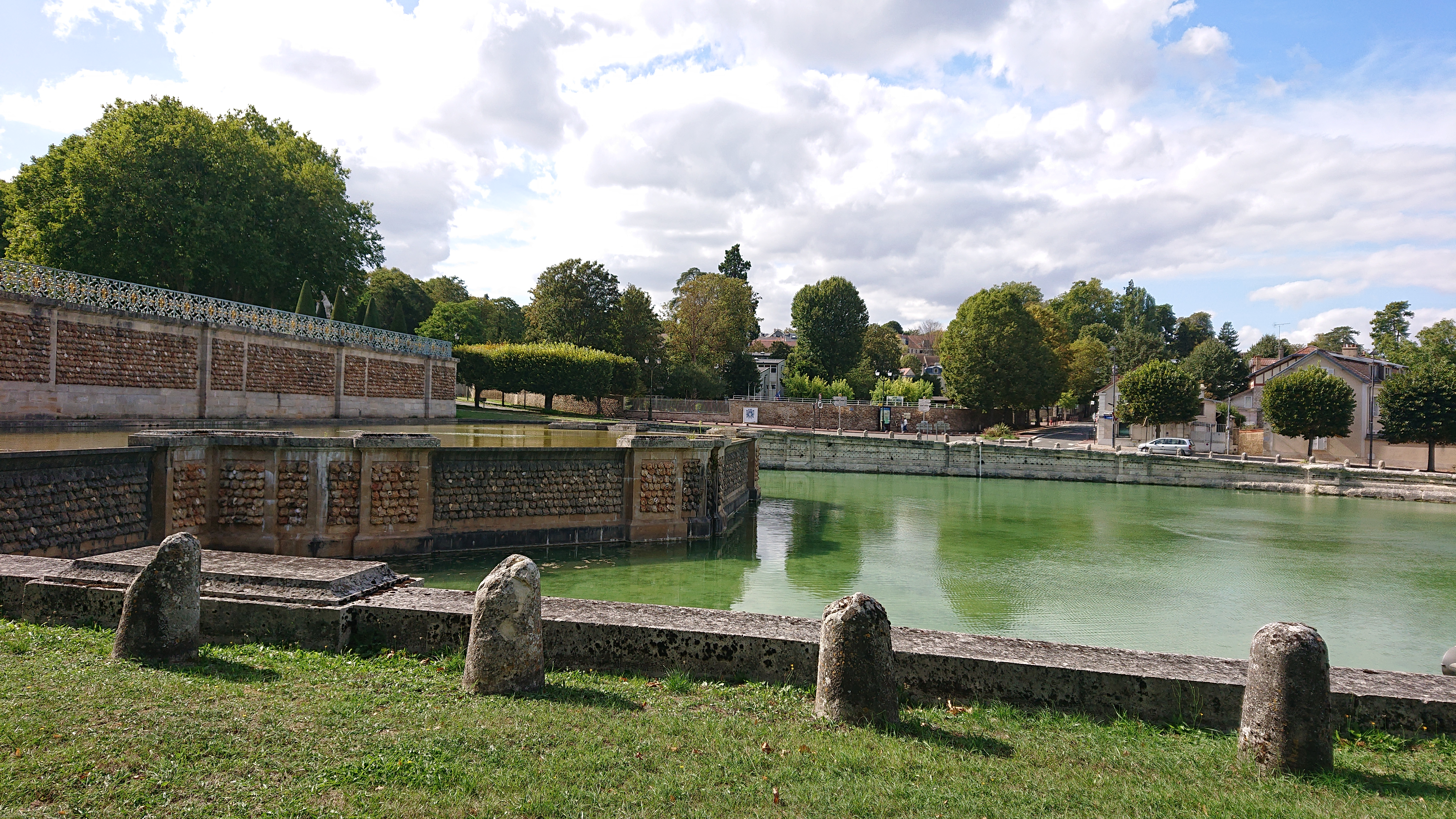
En fond, le lycée Louis-de-Broglie.

- six écoles maternelles (Albert-Schweitzer, Ramon, Antoine-de-Saint-Exupéry, Jean-Rostand, César-Geoffray et Raymond-Gilles ;
- quatre écoles élémentaires publiques (Albert-Schweitzer, Jean-Rostand, Antoine-de-Saint-Exupéry et Champ-des-Oiseaux ;
- une école élémentaire privée (Blanche-de-Louvencourt) ;
- le nouveau collège Louis-Lumière ; l'ancien collège Louis-Lumière, construit sur le même emplacement, fut, de 1966 à 1992, un collège expérimental consacré à l'audiovisuel[50], doté d'un véritable studio de télévision et de techniciens professionnels ;
- le lycée Louis-de-Broglie[51] ;
- l'Internat de la Réussite[52].

### Sports
Équipements sportifs
La commune offre plusieurs équipements sportifs : deux piscines municipales (la piscine municipale Franck-Esposito et la piscine intercommunale de Saint-Germain-en-Laye), cinq gymnases (le gymnase du Champ-des-Oiseaux, le complexe sportif du Chenil, le gymnase Ramon, le gymnase des Maigret et le gymnase du Centre), deux stades (le stade François-Henri-de-Virieu pour le football et le tennis, et le stade du Chenil pour le football et l'athlétisme), un centre équestre (poney-club) et un rowing club.
La ville possède d'autre part une école municipale des sports, comprenant plusieurs activités : la section arts du cirque, la section multisports (jeux de ballons : handball, basket-ball, volley-ball, football et rugby ; jeux de raquettes : tennis, badminton, tennis de table ; athlétisme : courses, lancers, sauts, hockey, cross québécois ; rollers, gymnastique, trampoline, piscine) et la section gymnastique.
Événements sportifs
- La Foulée marlychoise[55].
- Le tournoi open de tennis[56].

### Équipements culturels
- La bibliothèque et centre multimédia Pierre-Bourdan, avenue de Saint-Germain, possède une section adulte et une section jeunesse[57].
- Le conservatoire de musique Roger-Bourdin dans le parc Jean-Witold[58].
- Le cinéma Le Fontenelle est une salle classée « art et essai »[59],[60].
- Le centre culturel Jean-Vilar propose notamment des spectacles de théâtre, musique, danse et contes ainsi que des expositions de peintures[61],[62].
- L’office de tourisme propose de nombreuses activités[63],[64].
- Le Pôle Jeunesse est une structure qui accueille les jeunes Marlychois de 11 à 25 ans. De nombreuses activités sont organisées en accès libre ou sur inscription : jeux, sport, tournois, cours de musique, activités manuelles, sorties ludiques et culturelles[65].

### Santé
Marly-le-Roi met à la disposition de ses concitoyens différents centres médicaux : le Centre de protection maternelle et infantile (PMI), le Centre de planification et d’éducation familiale, le Centre médico-psychologique, le Centre médico-psycho-pédagogique, et le S.I.M.A.D. (Service de soins à domicile), le Centre de rééducation pour aveugles et malvoyants et le Centre thérapeutique de jour Jean-Ernst. La ville regroupe une dizaine de médecins généralistes et une trentaine de médecins spécialistes. Elle est rattachée au Centre hospitalier de Poissy / Saint-Germain-en-Laye.

### Manifestations culturelles et festivités
- Des concerts de l'orchestre de Marly en l'église Saint-Thibaut[66].
- Des expositions culturelles : un week-end pour l'art.
- La Fête des associations[67].
- La Fête de la musique et de la poésie[68].
- Le Festival du film de Marly.
- La Fête de la ville, avec son grand feu d'artifice, dans le parc royal de Marly.
- Les Rencontres de danse Contemporaine organisées par Dancite[69], au centre culturel Jean-Vilar.

### Cultes

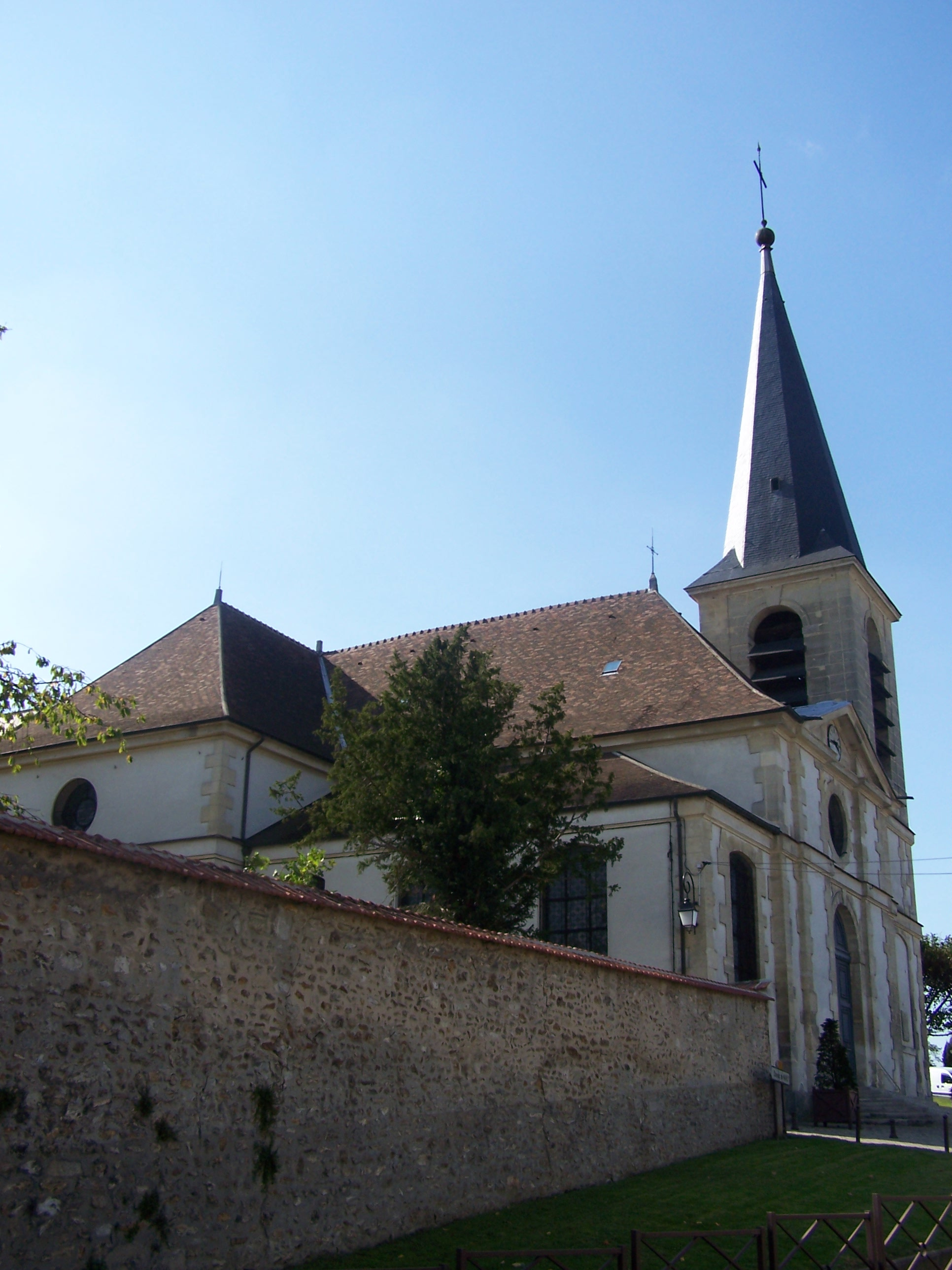
Église Saint-Vigor de Marly.

- Églises catholiques[70] : l'église Saint-Vigor de Marly-le-Roi, l'église Saint-Thibaut-de-Marly, et la chapelle Sainte-Amélie ; ces deux dernières sont situées géographiquement sur la commune du Pecq mais font partie de la paroisse de Marly-Le Pecq-L'Étang-la-Ville ;
- Église protestante unie de France[71] : le temple se situe chemin des Maigrets.

Marly possède deux cimetières : Henri-Bouilhet et Genêtrière.

## Économie

### Entreprises et commerces
- L'exploitation agricole est restreinte à une sorte d'enclave entre Bailly et Rocquencourt à proximité du fort du Trou d'Enfer.
- Les entreprises installées sur la commune exercent leurs activités dans le secteur tertiaire et occupent une superficie de 61 hectares. Les principales sont :
  - l'entreprise technologique Carl Zeiss ;
  - la compagnie d'assurances Axa.

### Revenus de la population et fiscalité
En 2010, le revenu fiscal médian par ménage était de 44 022 €, ce qui plaçait Marly-le-Roi au 1 045e rang parmi les 31 525 communes de plus de 39 ménages en métropole.
En 2017, la part des ménages fiscaux imposables était de 77%.

### Emploi
Le taux de chômage, en 2017, pour la commune s'élève à 6,5 %, un chiffre inférieur à la moyenne des Yvelines (9,9 %)  et à la moyenne nationale (10,4 %).

## Culture locale et patrimoine

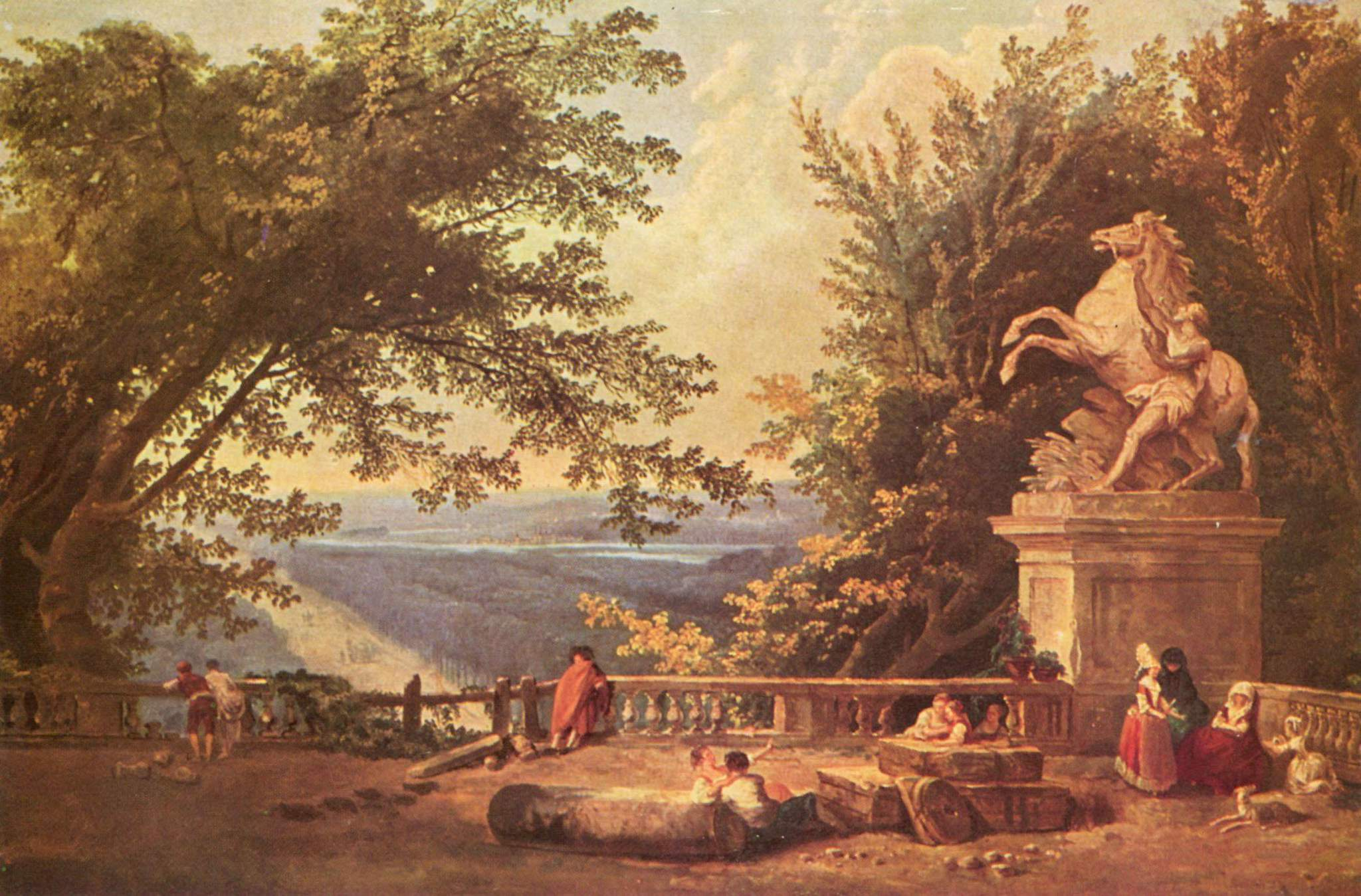
La terrasse de Marly, vue par Hubert Robert, seconde moitié du XVIIIe siècle.

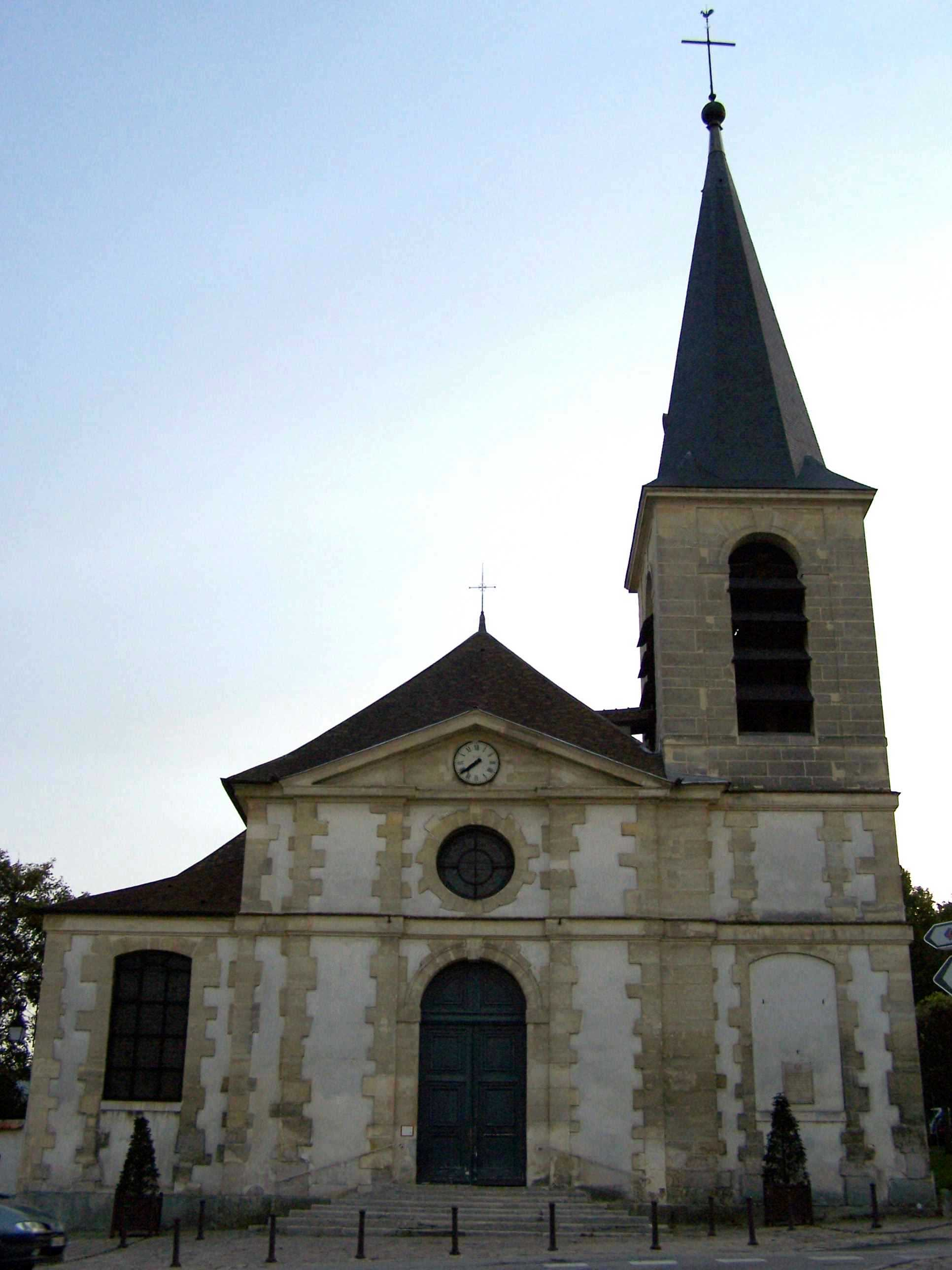
L'église Saint-Vigor.

### Lieux et monuments
La ville possède un patrimoine très important :
- Le parc royal, dans lequel se trouvent les célèbres chevaux de Marly et se situait le château de Marly ;
- Le Musée du domaine royal de Marly, en bordure du parc royal ;
- La place de la Vierge, autrefois lieu de grandes processions religieuses le jour de la Fête-Dieu ;
- Le lavoir de la mare Thibaut, mentionné dès 1266 ;
- L'église Saint-Vigor, construite en 1688 par Mansart ;
- L'abreuvoir, construit par Mansart en 1698-1702. C'est le plus grand abreuvoir d'Europe ; il a été entièrement restauré en 2005 en respectant les techniques d'origine ;
- La tour du télégraphe Chappe, construit par Claude Chappe en 1798 ;
- La ligne de Saint-Cloud à Saint-Nom-la-Bretèche - Forêt-de-Marly, la gare de Marly-le-Roi et le viaduc ferroviaire de Marly (1884-1889) ;
- Le château du Verduron, ancienne demeure de Victorien Sardou, célèbre pour ses sphinx ;
- Le fort du Trou-d'Enfer construit entre 1878 et 1881 ;
- La maison d’Alexandre Dumas (fils) ;
- Le buste de Victorien Sardou, placé en 1915, retiré en 1941 et remplacé en 1946 ;
- L'hôtel de Toulouse, construit au début du XVIIIe siècle, habité vers 1730 par Louis-Alexandre de Bourbon ;
- L'hôtel de Gesvres, propriété de monseigneur le duc de Gesvres, gouverneur de Paris qui y habitait en 1741 ;
- Le centre culturel Jean-Vilar, construit en 1972 par l'architecte Robert Benoit ;
- Le lycée, construit sur une propriété de la tragédienne Rachel ;
- Les Grandes Terres, ensemble immobilier conçu par Marcel Lods (1957-1959) ;
- Le marché couvert, des architectes Jacques Dubois et Philippe Ameller (2014).

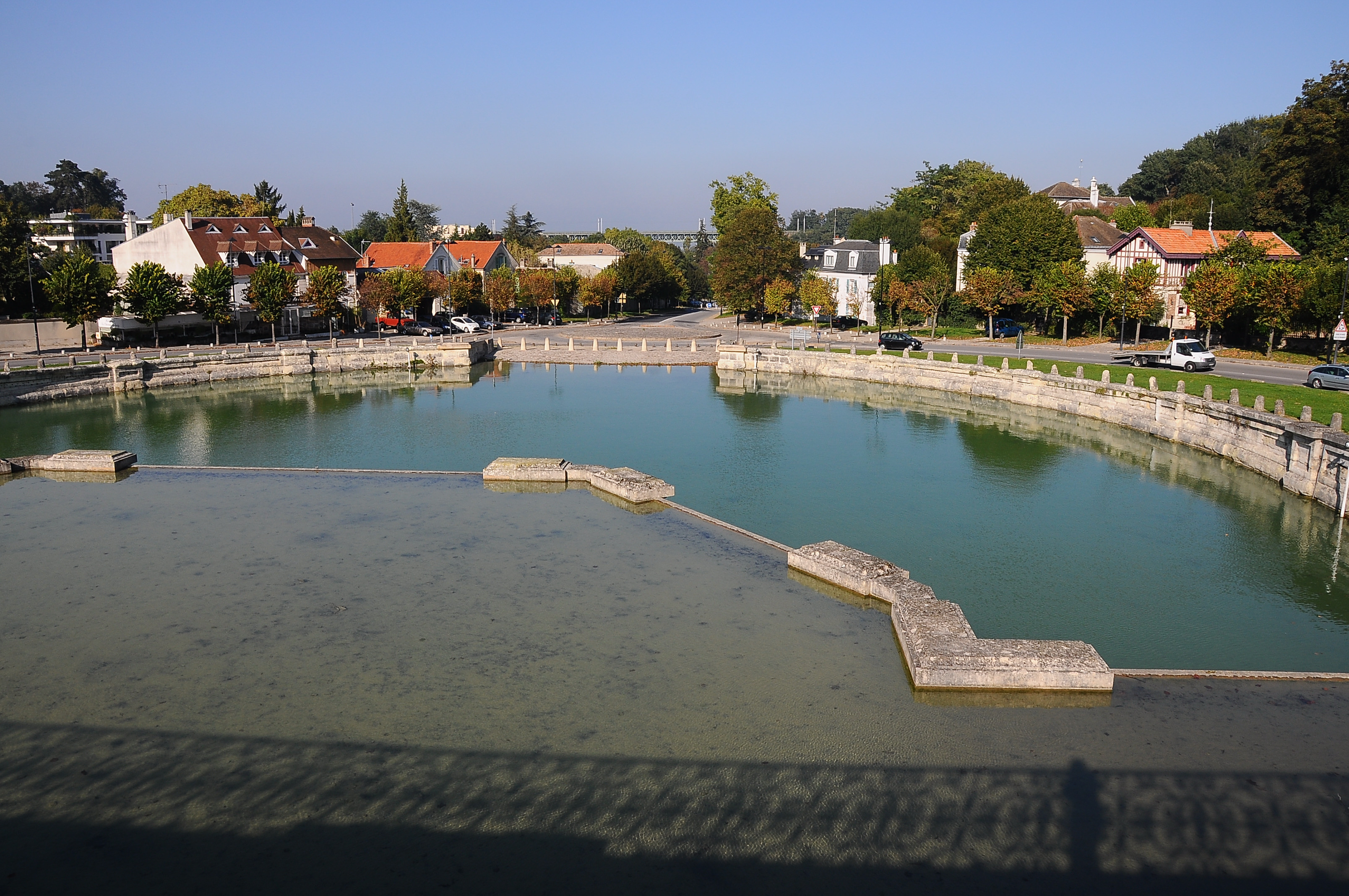
L'Abreuvoir de Marly.
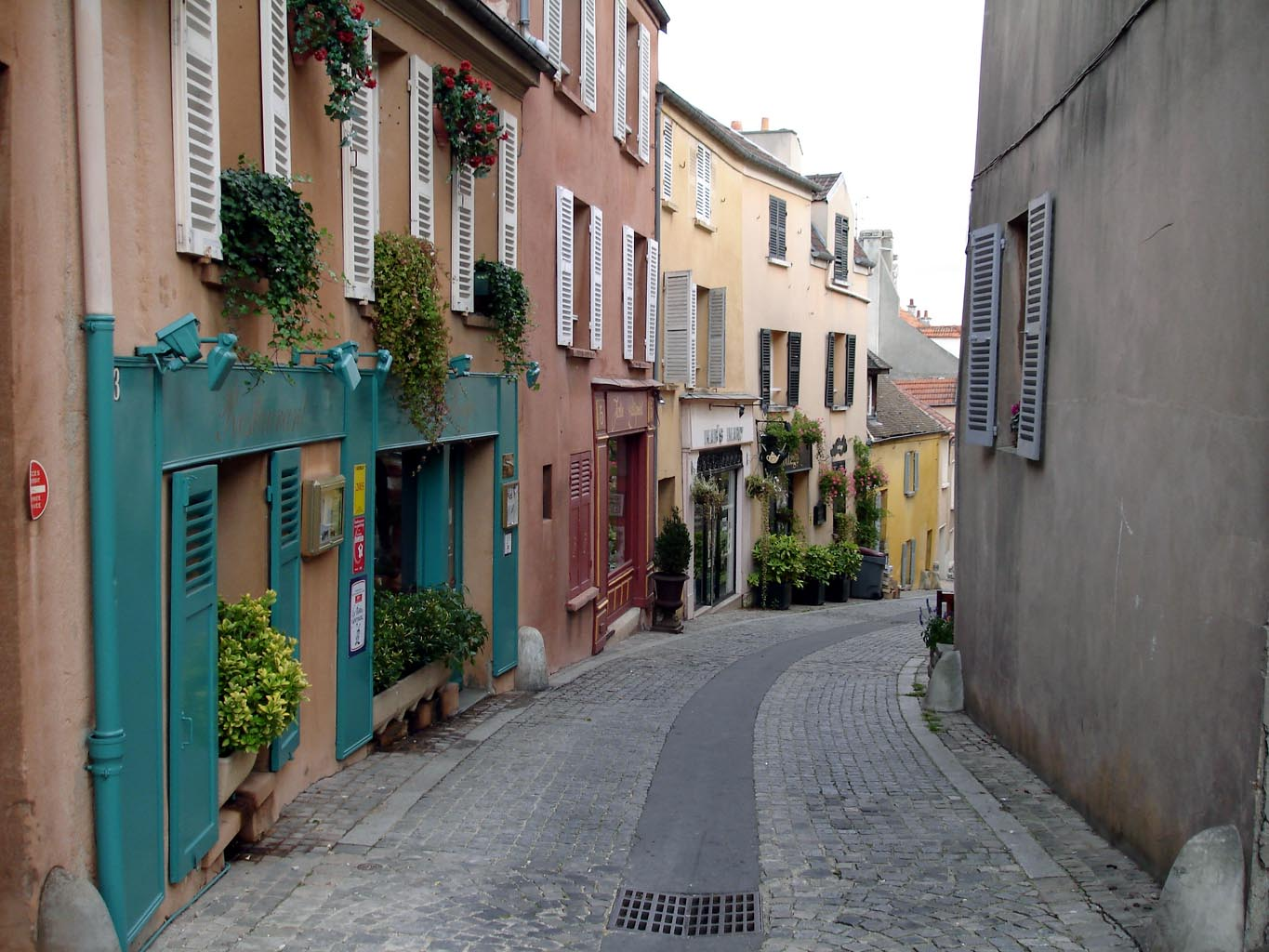
Le Vieux-Marly.
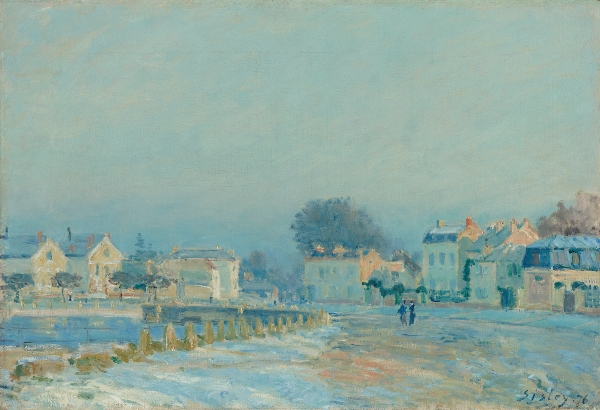
L'Abreuvoir à Marly-Le-Roi, gelée blanche par Alfred Sisley.
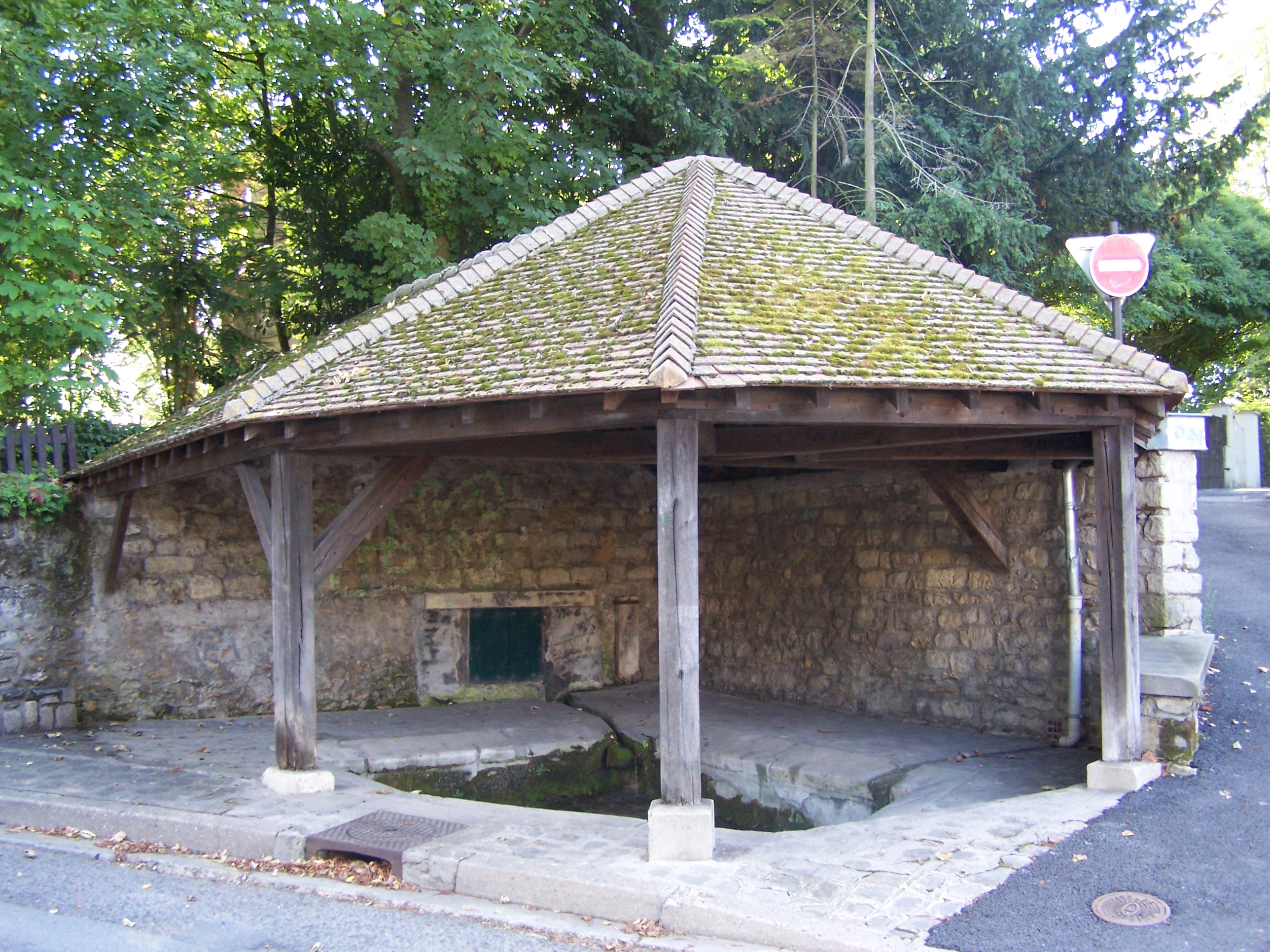
Le lavoir de la rue Thibaut.
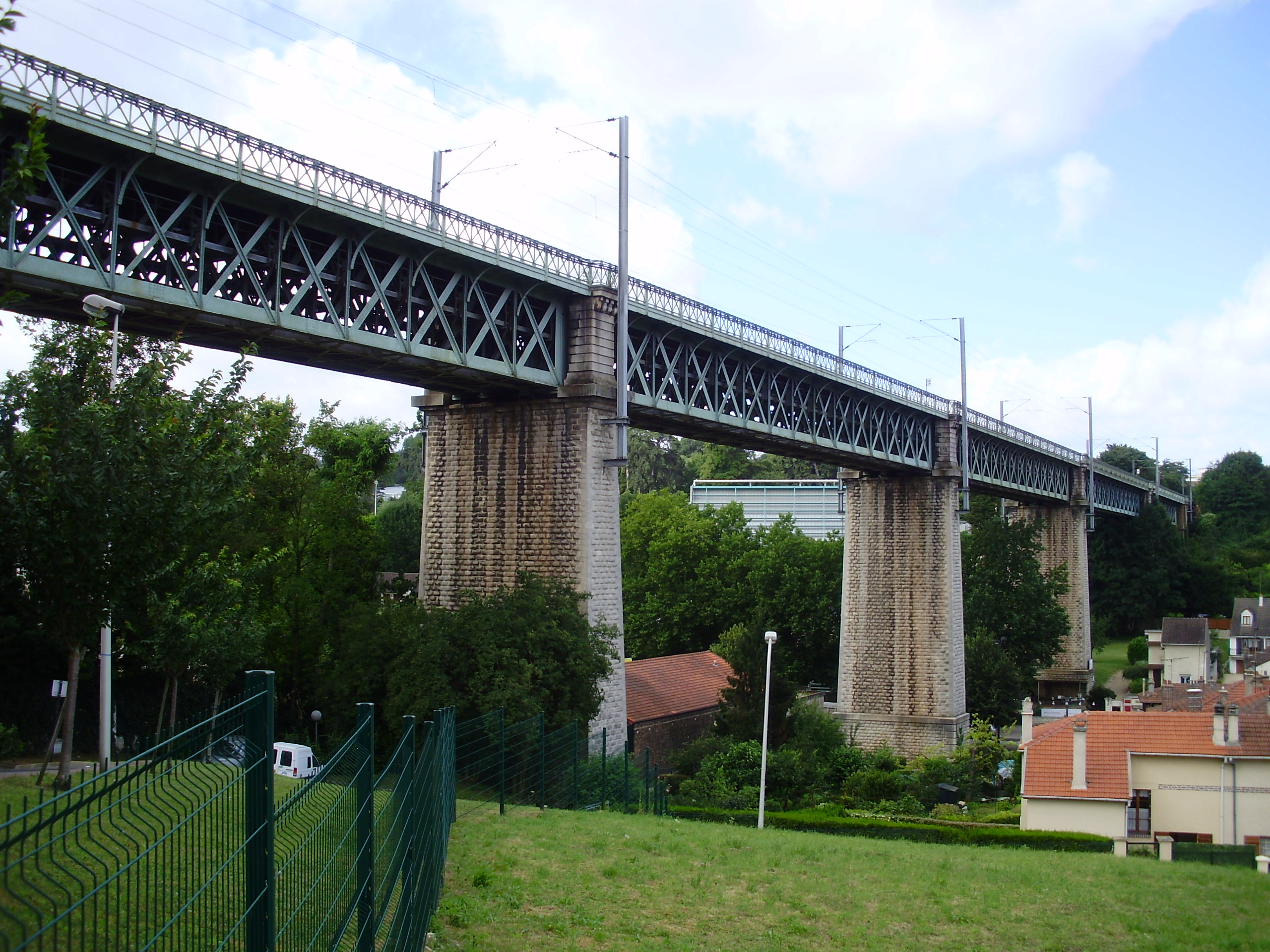
Viaduc ferroviaire de Marly.
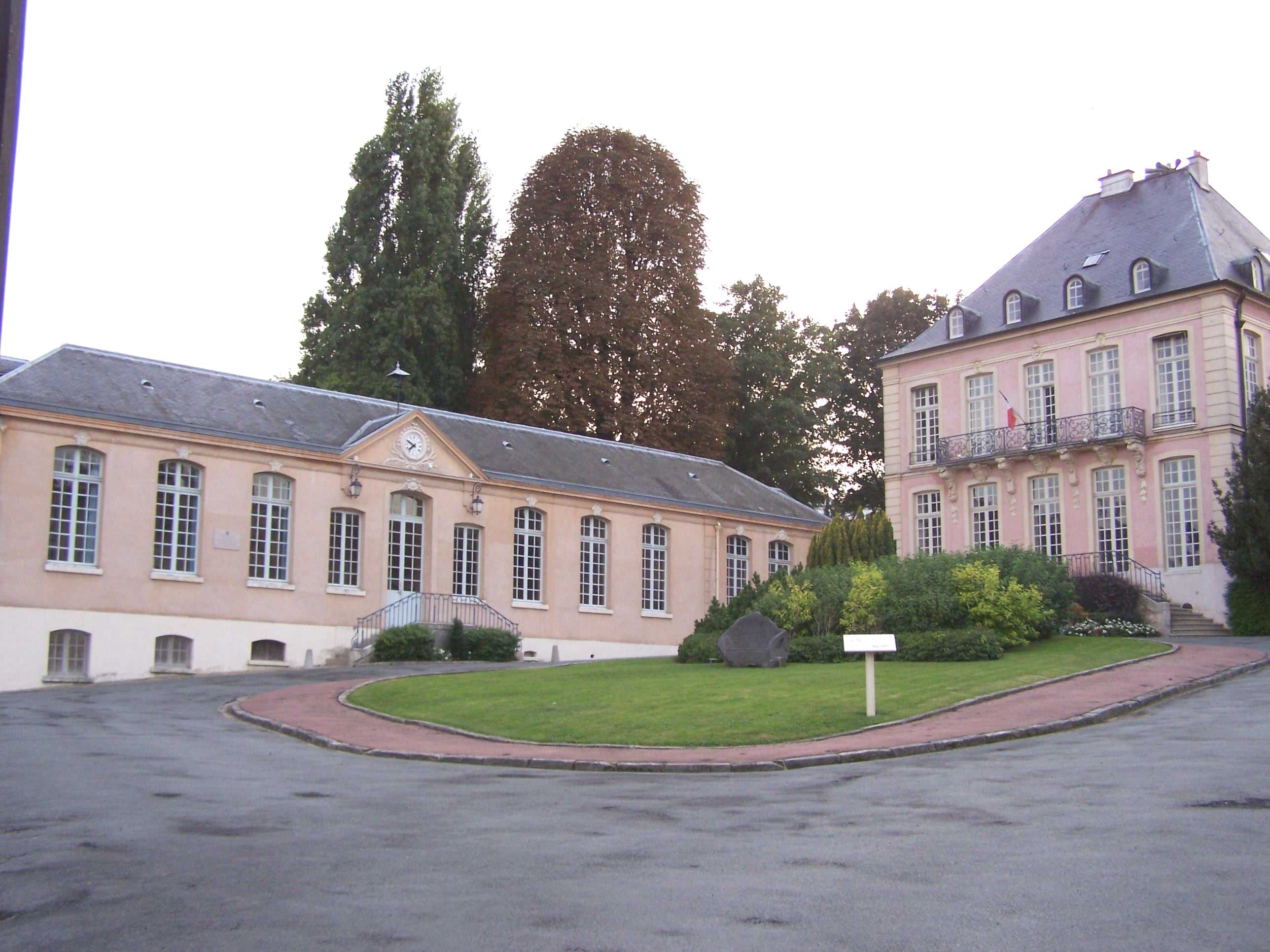
L'hôtel Couvé, vue de la cour.
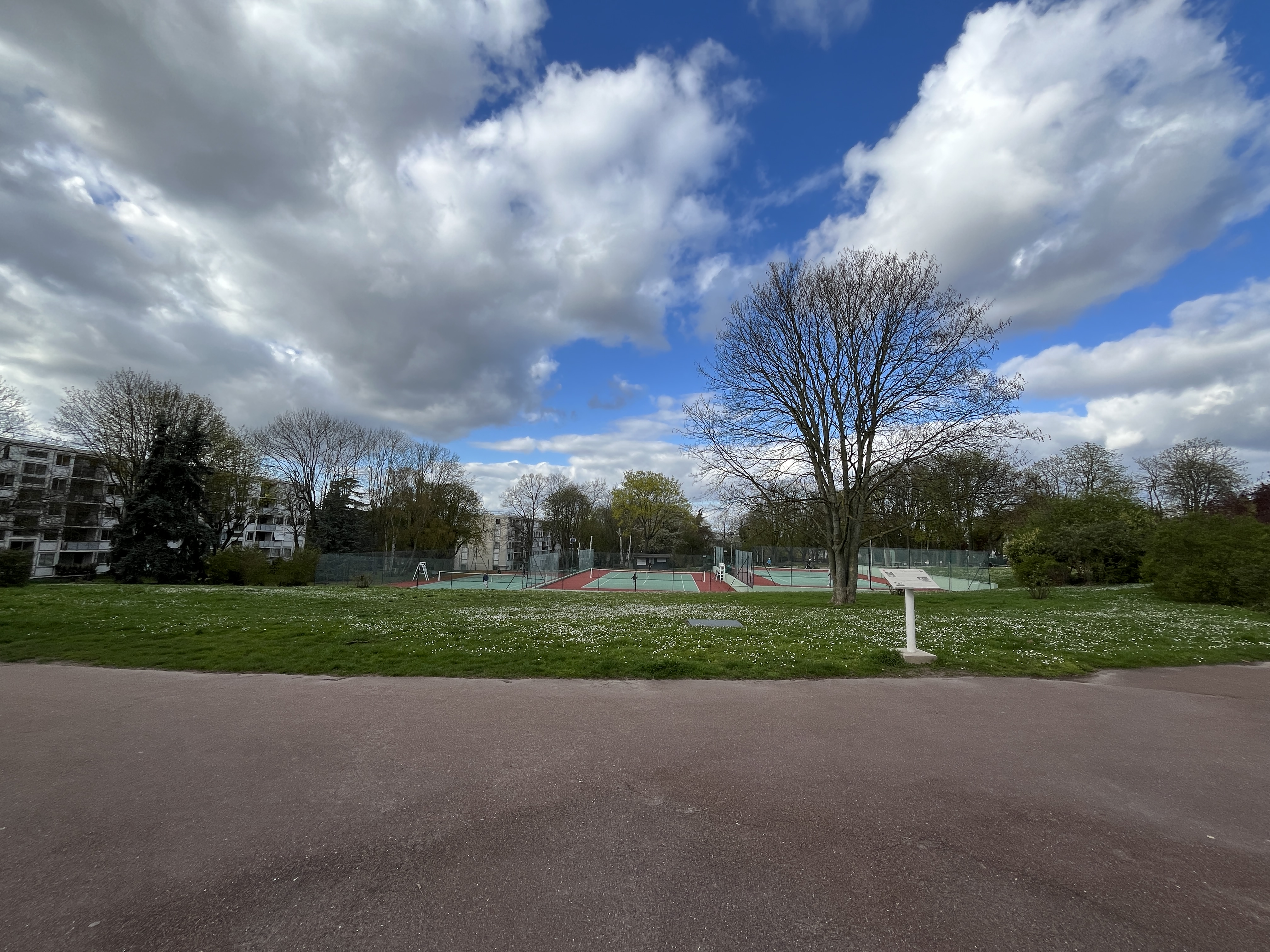
Le domaine des Grandes Terres.
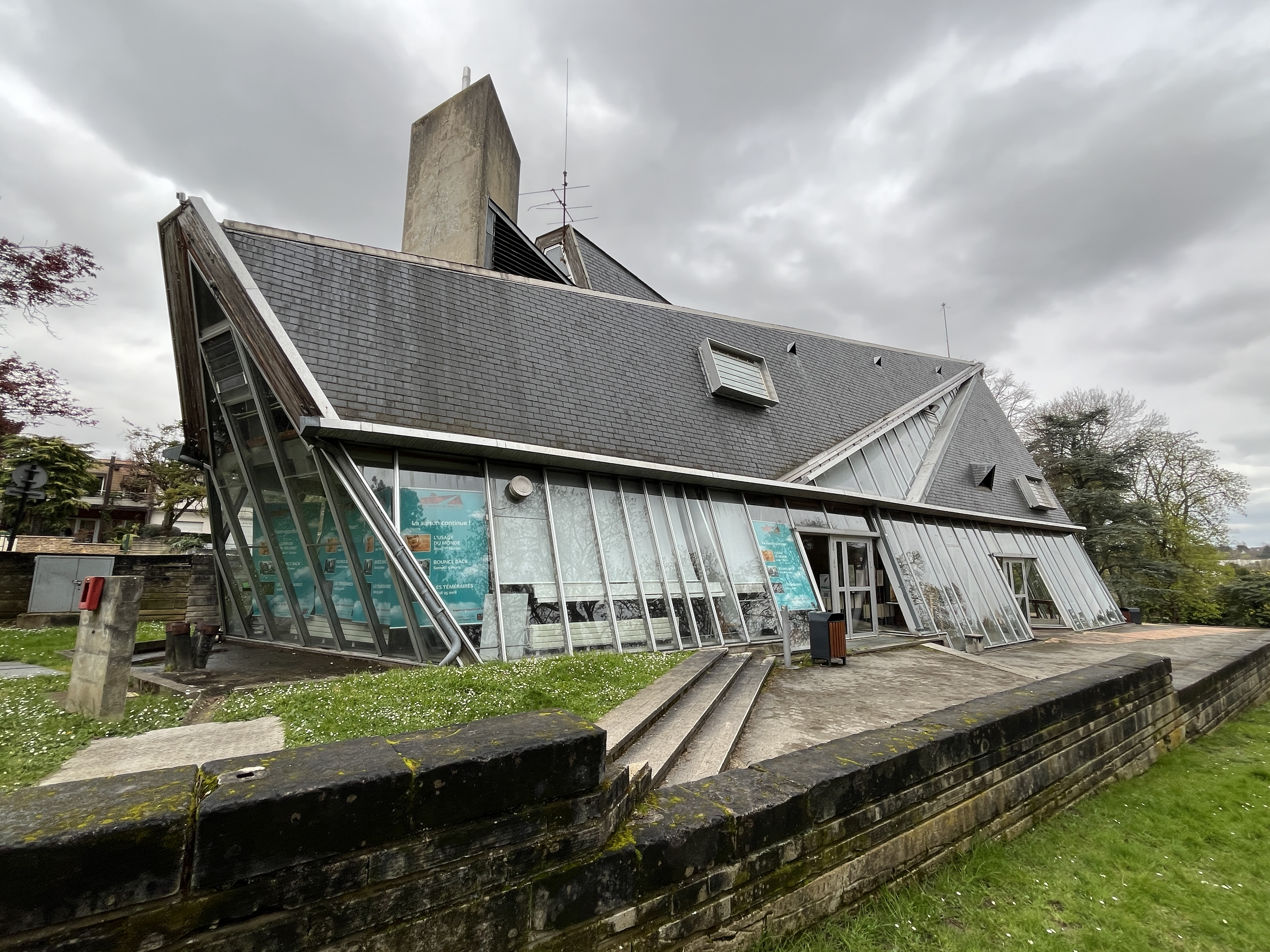
Le centre culturel Jean Vilar.

### Espaces verts

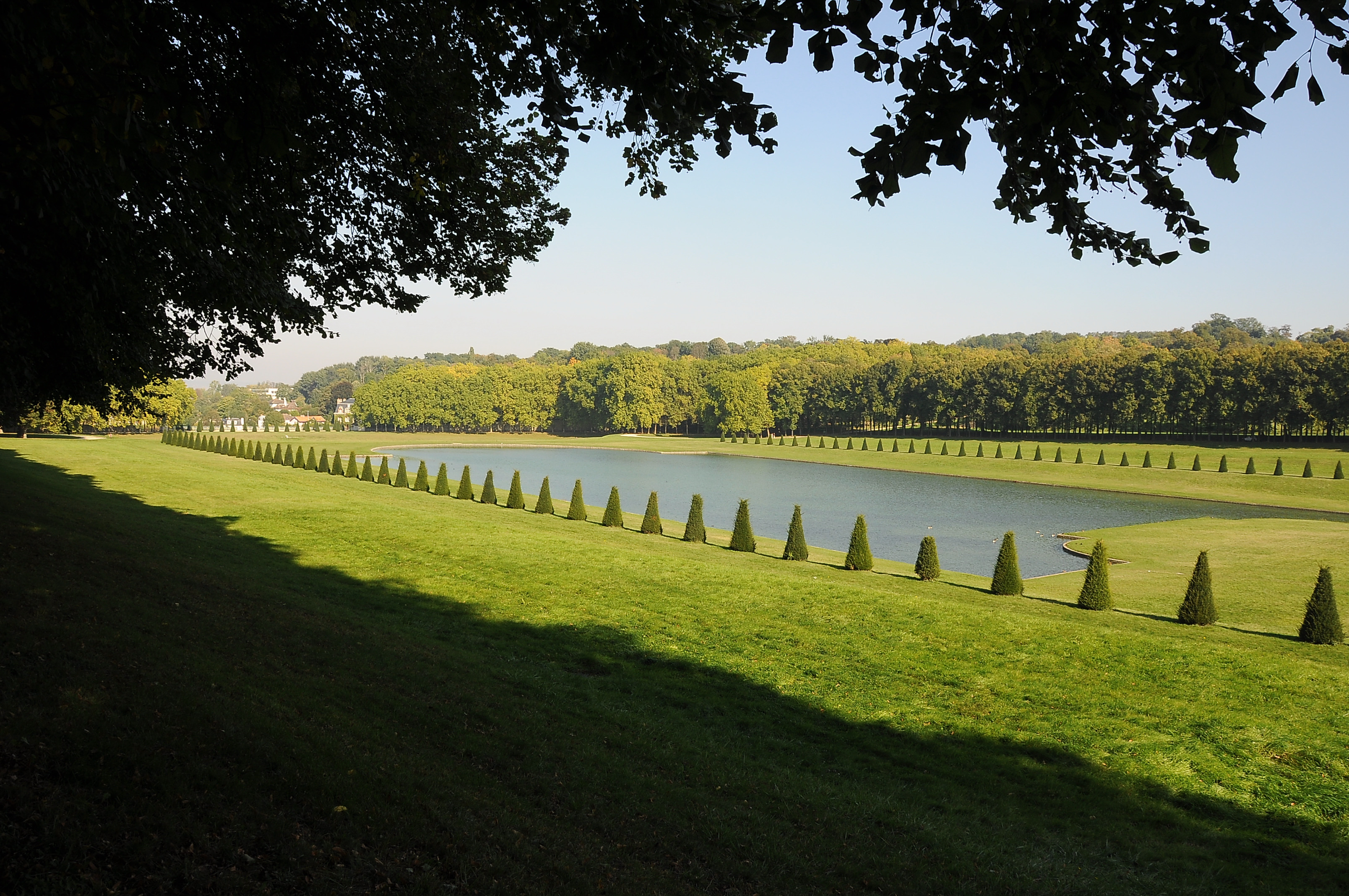
Grand bassin du domaine de Marly.

La ville compte près de dix-sept hectares d'espaces verts (hors domaine national de Marly et forêt domaniale), dont 458 m2 d'espaces fleuris.
Le service des espaces verts réalise deux fleurissements par an et entretient plus de  1 300 arbres : tels que les prunus, les tilleuls, les chênes, les érables, les platanes, les aubépines, les marronniers, les catalpas, les liquidambars, et les acacias.
On trouve notamment à Marly :
- Le parc royal, dans lequel se trouvent les célèbres chevaux de Marly et se situait le château de Marly ;
- Le musée-promenade de Marly-le-Roi - Louveciennes, en bordure du parc royal ;
- La forêt domaniale de Marly et l’École de la Campagne et de la Forêt (centre d'éducation à l'environnement) ;
- Le parc municipal du Chenil (arboretum aux essences riches et variées) ;
- Le parc municipal des Coteaux (vergers) ;
- Le parc municipal Jean-Witold, édifié en 1928 ;
- Le jardin Maillol, au cœur du quartier historique de Marly ;
- Le square Georges-Michel, rénové en 2019 ;
- Le jardin de lecture de la bibliothèque Pierre-Bourdan.

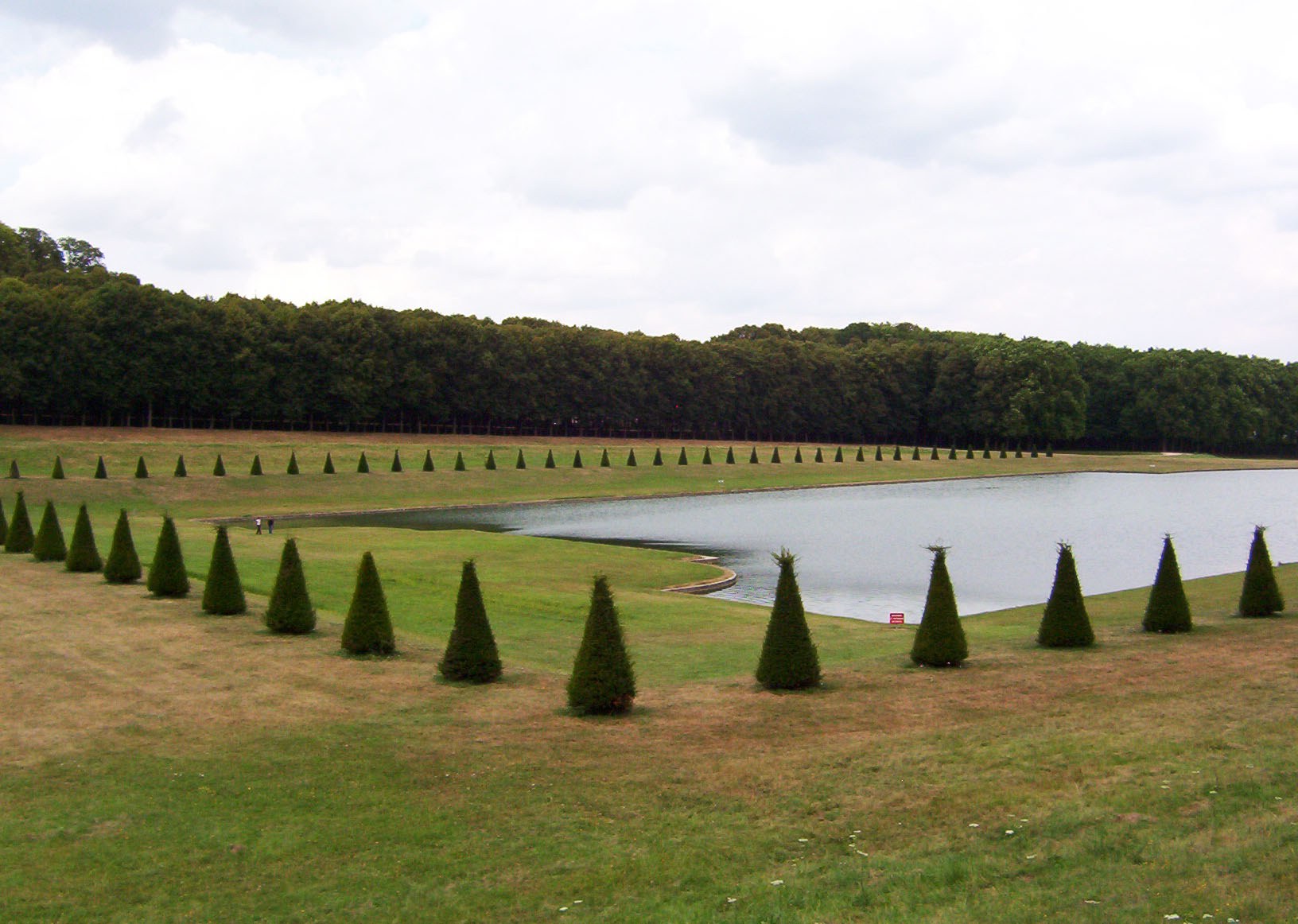
Le Parc royal, musée-promenade.
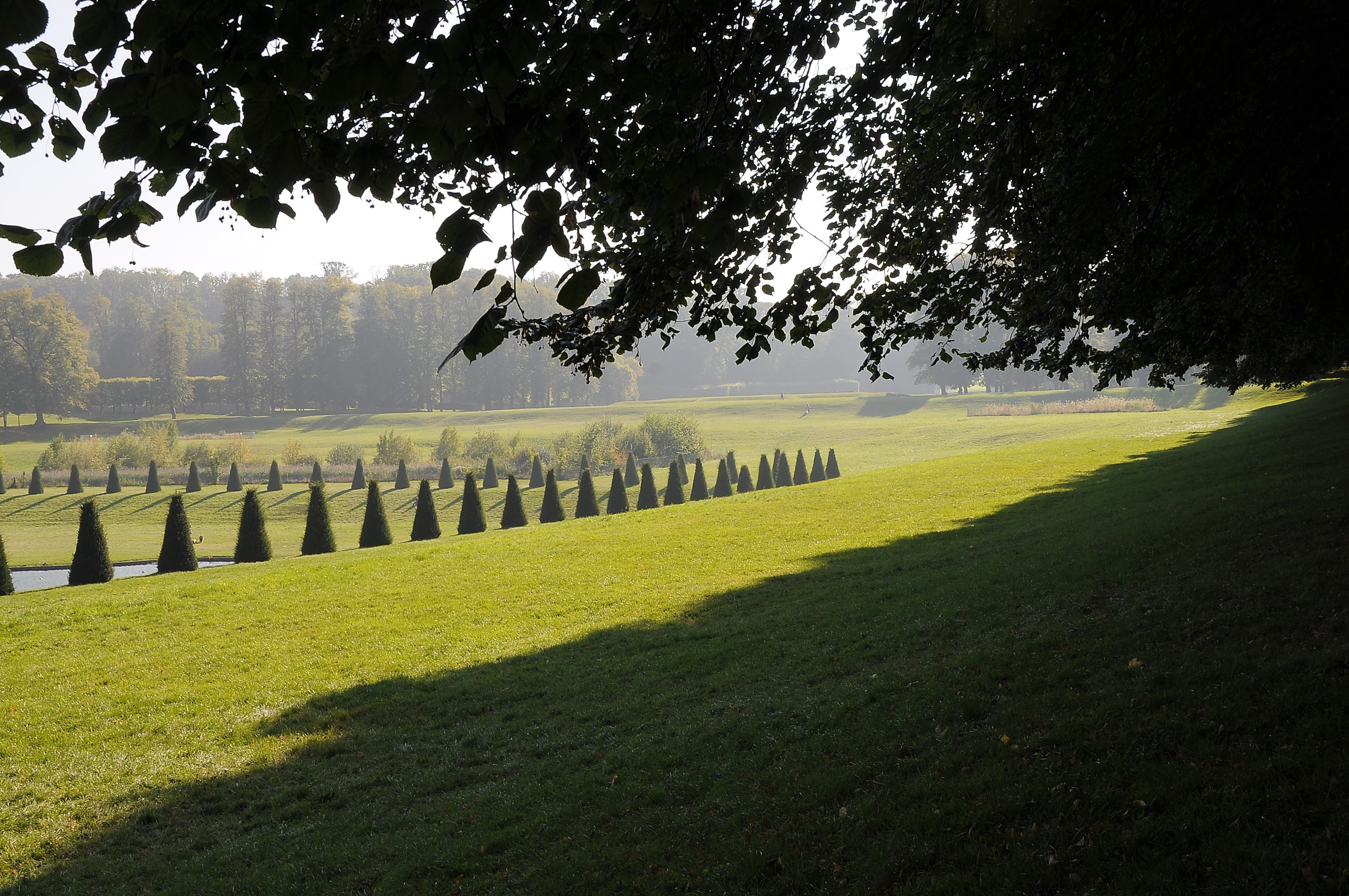
Domaine de Marly.
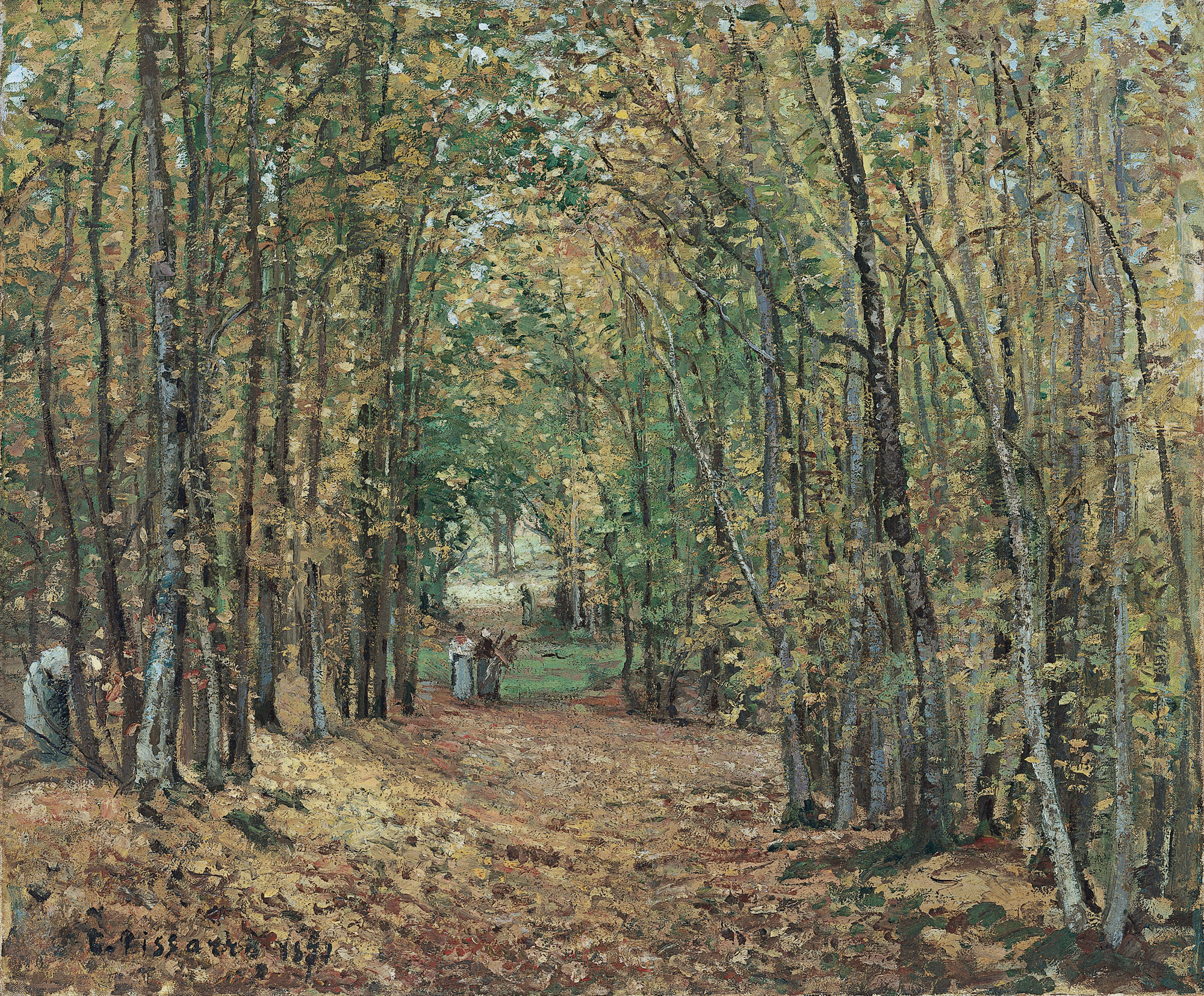
La forêt domaniale de Marly.
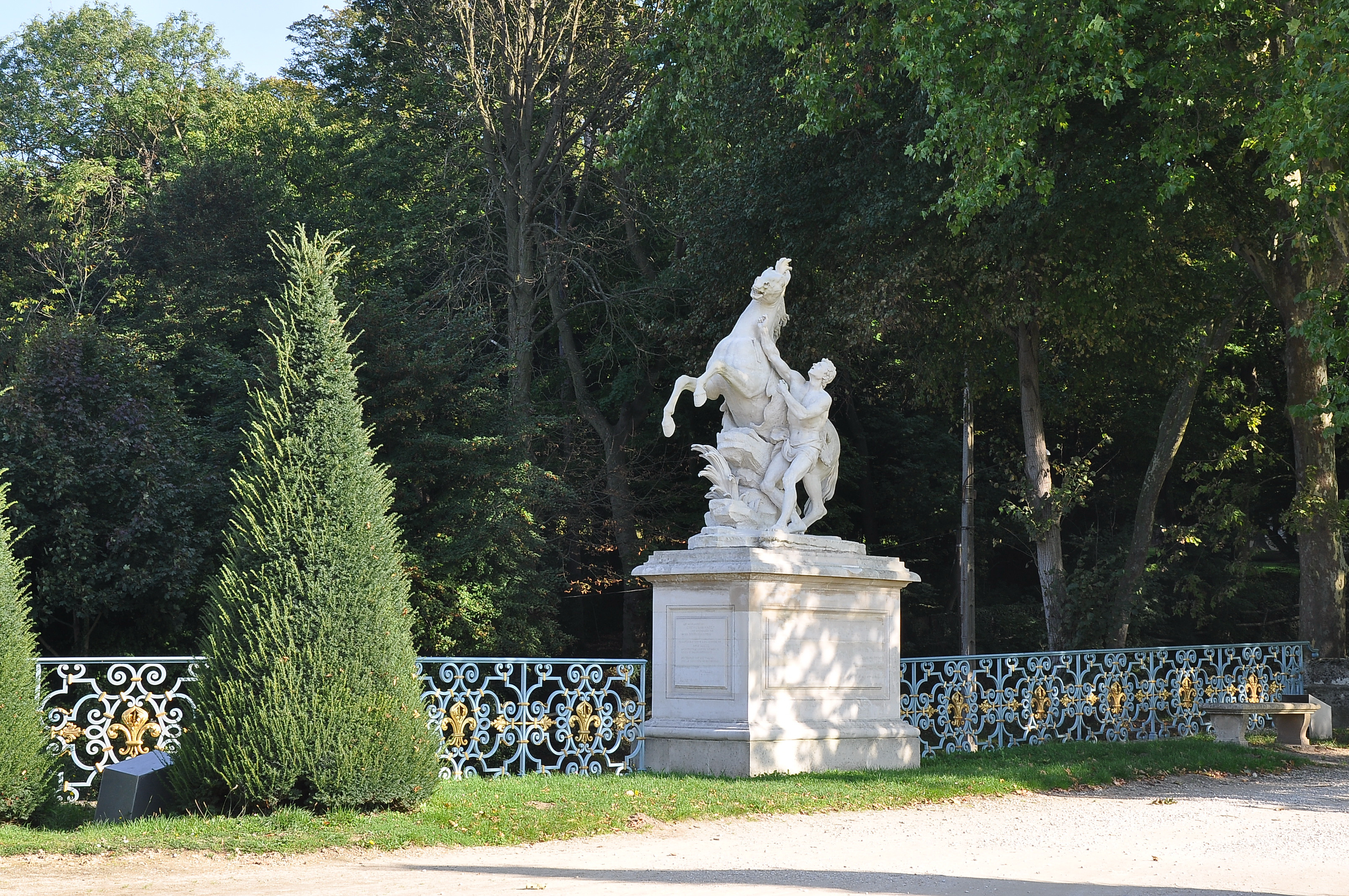
Chevaux de Marly.

### Marly dans les arts

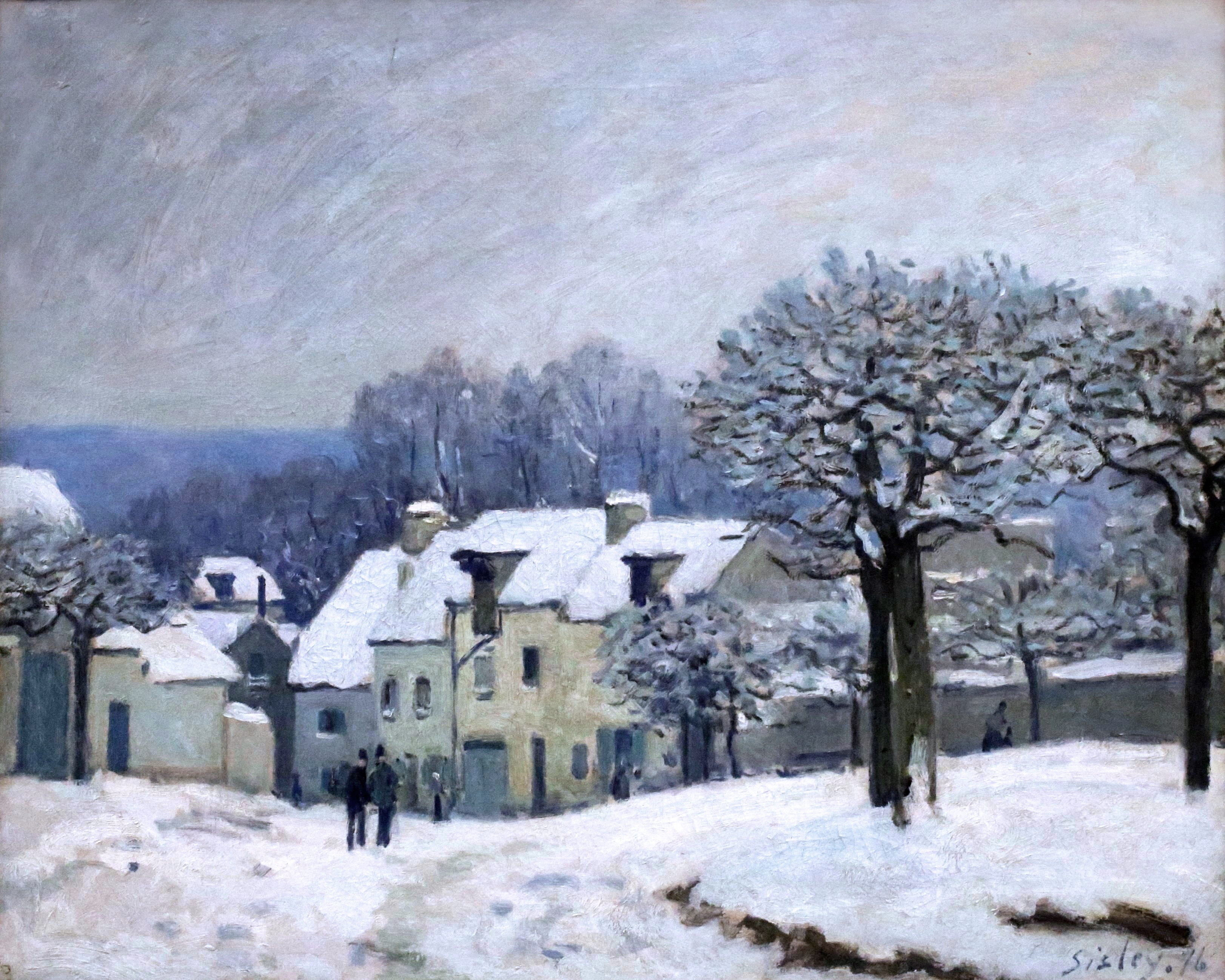
Alfred Sisley, La Place du Chenil à Marly, effet de neige (1876).

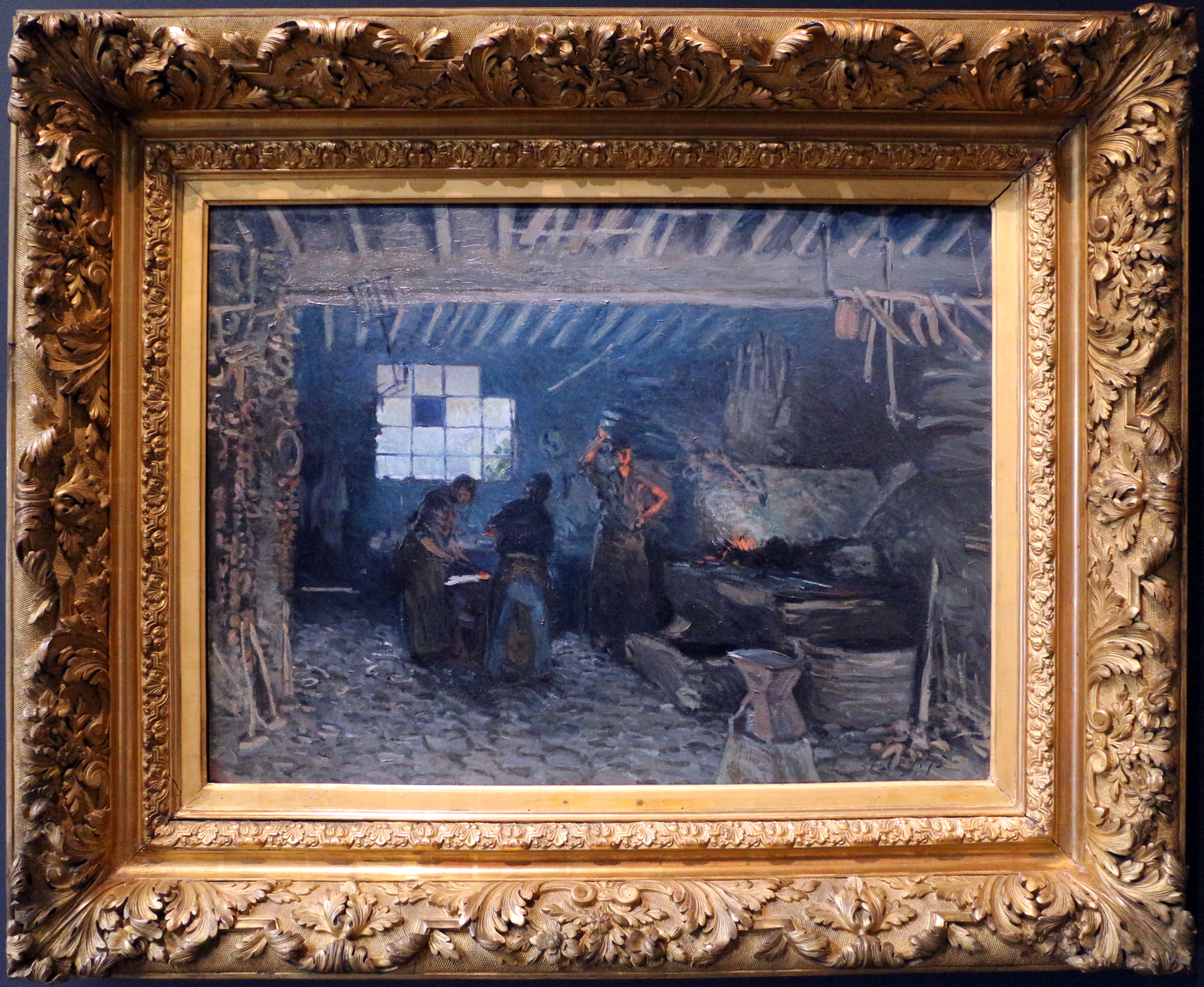
Alfred Sisley,
La Forge à Marly-le-Roi (1875).

La ville a servi de modèle à plusieurs peintres, parmi lesquels Hubert Robert, Alfred Sisley, Maurice de Vlaminck (Une rue de Marly-le-Roi, vers 1905) et Giovanni Boldini (La Machine de Marly (La Seine à Bougival)).
- Le peintre français Georges Mathieu a intitulé une des œuvres Marly. Il s'agit d'une huile sur toile de 60 par 100 cm datée de (19)65 qui représente, sur un fond bleu sombre, un réseau de lignes parallèles et perpendiculaires surmontées de plusieurs diagonales et de lignes brisées. Elle fut exposée, sous le no 70 en 1965, à la Galerie Charpentier à Paris lors d'une exposition monographique.

La ville a été utilisée comme lieu de tournages pour de nombreux films, comme Razzia sur la schnouf, Les Yeux sans visage, Playtime, Bonjour l'angoisse, Ne réveillez pas un flic qui dort, Se souvenir des belles choses ou Mademoiselle de Joncquières.

### Personnalités liées à la commune
(Liste non exhaustive, classée par années croissantes)
- Bouchard de Montmorency († 1226), seigneur de Marly.
- Louis XIV, roi de France.
- Jules Hardouin-Mansart (1646-1708), premier architecte du roi Louis XIV est mort au château de Marly[79].
- Saintine (de son vrai nom Joseph-Xavier Boniface) (1798-1865), romancier et dramaturge, est enterré au cimetière Henri-Bouilhet[80].
- Auguste-Alexandre Guillaumot (1815-1892), graveur, peintre et dessinateur.
- Alexandre Dumas fils (1824-1895), romancier et dramaturge, est décédé à la maison Champflour[81], située au no 1 de la rue Champflour[82].
- Henri Bouilhet (1830-1910), ingénieur chimiste et industriel, est enterré avec son fils André Bouilhet (1866-1932), dans le caveau de X. B. Saintine, au cimetière portant son nom[80].
- Victorien Sardou (1831-1908), dramaturge, a été maire de Marly en 1870-71[83] et habitait au château du Verduron.
- André Theuriet (1833-1907), poète, romancier et auteur dramatique, est né sur la commune[84].
- Alfred Sisley (1839-1899), artiste peintre impressionniste ayant vécu sur la commune de 1874 à 1878[85].
- Paul Copin-Albancelli (de son vrai nom Paul-Joseph Copin) (1851-1939), journaliste et militant nationaliste, est enterré avec son épouse (nom de jeune fille : Anne Delage ou Simon De Lage)[86], la dramaturge et femme de lettres ayant le pseudonyme : Simone Arnaud (1850-1901)[87], au cimetière Henri-Bouilhet[80].
- Aristide Maillol (1861-1944), peintre, graveur et sculpteur, y a séjourné durant les saisons d'étés à partir de 1903 jusqu'à la fin de sa carrière[88],[89].
- Gaspard Maillol (1880-1945), neveu du précédent, peintre et graveur, a dirigé l'atelier de fabrication de papier d'Orval.
- Émile Le Senne (1881-1914), historien, son nom est inscrit au Panthéon parmi les 560 écrivains morts au champ d'honneur et sur le monument aux morts de Marly-le-Roi.
- André Baillon (1875-1932), écrivain belge de langue française, est enterré au cimetière Henri-Bouilhet[80].
- Georges Le Roy (1885-1965), acteur et professeur au Conservatoire de Paris, est enterré avec son épouse Jeanne Delvair (nom de jeune fille : Jeanne Deluermoz) (1877-1949), actrice et sociétaire de la Comédie-Française, au cimetière Henri-Bouilhet[80].
- André Lafosse (1890-1975), musicien tromboniste soliste, est né sur la commune en 1890[90].
- Marcel Lods (1891-1978), architecte de l'ensemble résidentiel Les Grandes Terres[91] et habitant de la commune.
- Marcel Louis Durand (1898-1952) dactylographe d'état-major au 500e RAS basé à Marly-le-Roi en 1917[92],[93].
- Philippe Auboyneau (1899-1961), officier de marine et amiral de la Seconde Guerre mondiale, est enterré au cimetière Henri-Bouilhet[80].
- André Guillot (1908-1993), maître cuisinier de France, a exercé à l'Auberge du Vieux Marly de 1952 à 1972[94].
- François-Henri de Virieu (1931-1997), journaliste et maire de la commune de 1995 à 1997, où il est décédé à son domicile[83],[95].
- Pierre Bourdan (de son vrai nom Pierre Maillaud) (1909-1948), journaliste et homme politique français, est inhumé au cimetière Henri-Bouilhet[96].
- Simone Renant (de son vrai nom Georgette Buigny) (1911-2004), actrice, notamment le film Quai des Orfèvres, est inhumée au cimetière de la Genêtrière[97].
- Jean Witold (1913-1966), musicologue, chef d’orchestre et compositeur, a habité dans le quartier ou résidence des « Grandes-Terres »[98]. Il a été président d'honneur de l'association musicale[99] qui deviendra l'Orchestre de Marly[100] et est inhumé au cimetière Henri-Bouilhet[80].
- René Cousinier (1924-2007), humoriste et auteur-compositeur, est enterré au cimetière Henri-Bouilhet[80].
- Hugues Aufray (1929), chanteur, vit dans l'ancien atelier d'Aristide Maillol[101].
- Anne Germain (1935-2016), chanteuse, notamment pour les doublures de chants de Catherine Deneuve dans les films Les Demoiselles de Rochefort (1967) et Peau d'âne (1970).
- Olivier Mathieu (1960), écrivain, historien et poète belgo-français y passe son enfance.
- Danakil (2000), le groupe de musique reggae, est originaire de la commune[102].

### Héraldique
| Armes de Marly-le-Roi | Les armes de Marly-le-Roi se blasonnent ainsi : « écartelé, au premier et au quatrième d'azur au soleil d'or, au deuxième et au troisième d'or à la croix de gueules treillissée d'argent et cantonnée de quatre aiglettes d'azur ». Le blason de Marly-le-Roi fut créé en 1942, les soleils symbolisent Louis XIV, les alérions (petits aigles) sont les armes des Montmorency, premiers seigneurs de Marly-le-Roi, les couleurs bleu et jaune sont les couleurs royales. |